# Olivia Newton-John
Dame Olivia Newton-John, AC, DBE (Cambridge, 1948. szeptember 26. – Santa Barbara, Kalifornia, 2022. augusztus 8.) négyszeres Grammy-díjas angol-ausztrál énekesnő és színésznő, a Brit Birodalom Rendje parancsnoki fokozata és az Ausztrália Rendje rendtagi fokozata kitüntetések birtokosa, lemezeladásai és a slágerlistán töltött idő alapján a hetvenes évek legsikeresebb angol nyelvű énekesnője. Filmes és zenei karrierje a hatvanas évek közepén kezdődött. Walesi és német származású, brit születésű, Ausztráliában nevelkedett, évtizedek óta az Egyesült Államokban élt, önmagát ausztrálnak vallotta. Legismertebb dalai közé tartozik a „Banks of the Ohio”, a „Let Me Be There”, az „If You Love Me, Let Me Know”, az „I Honestly Love You”, a „You’re the One That I Want”, a „Xanadu” és a „Physical”. Legismertebb filmszerepei Sandy Olsson a Grease-ben és Kira a Xanadu-ban. A rák elleni küzdelem, a természet- és az állatvédelem támogatója.
Max Born Nobel-díjas tudós unokája, Brinley Newton-John egyetemi professzor lánya. Első férje Matt Lattanzi színész, lánya Chloé Lattanzi énekesnő. Második férje John Easterling üzletember, nővére Rona Newton-John, modell és színésznő.

## Életrajz

### Élete

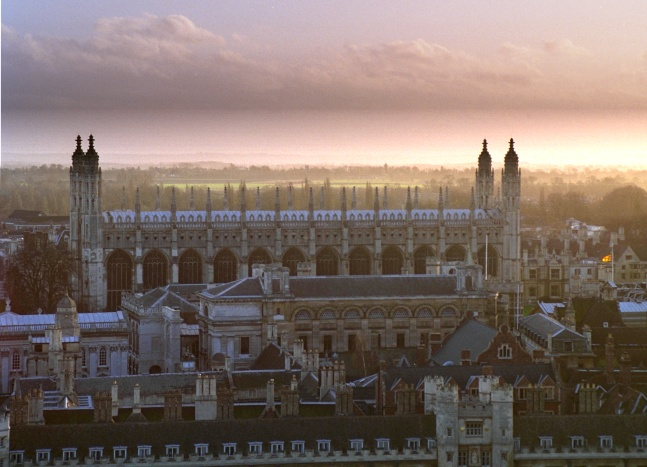
Cambridge, Egyesült Királyság, Olivia szülővárosa

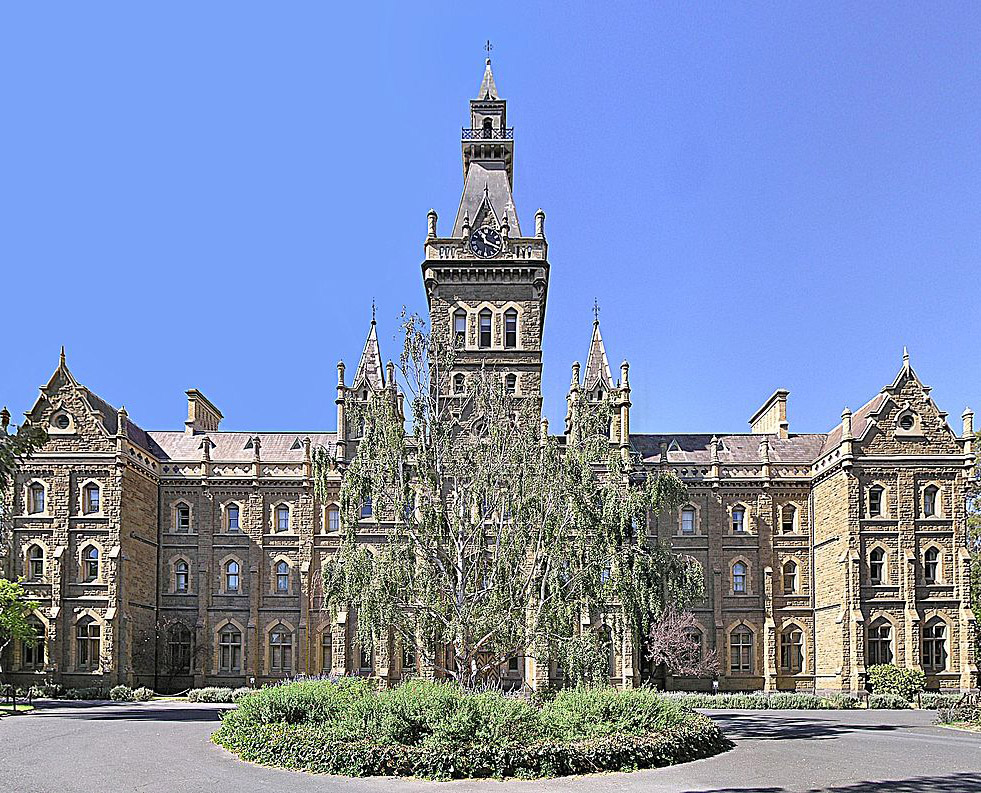
Melbourne-i Egyetem, Ormond Kollégium, a Newton-John család ausztráliai úticélja

1948. szeptember 26-án született az angliai Cambridge városában. Egyetemi tanár édesapjának a Melbourne-i egyetemen kapott új állása miatt a család 1954-ben kivándorolt Ausztráliába. Olivia szülei válása után kezdett el komolyabban énekelni, eleinte otthon az egyedüllét ellen, majd családi körben, később sógora kávézójának színpadán. Ott ismerte meg első barátját és zenei mentorát, akinek a segítségével hamarosan rendszeres szereplője lett tévéműsoroknak.
Egy országos tehetségkutató verseny fődíjaként egy hajó- és tanulmányutat nyert Angliába. Az útból végül nyolcéves londoni tartózkodás lett. Odaérkező barátnőjével duót alakított és bármilyen fellépést elvállaltak, amire lehetőség nyílt. Megismerkedett a Shadows együttes gitárosával, aki évekre partnere és producere lett. Tagja lett a sikertelen Toomorrow együttesnek, majd annak feloszlása után sikeres szólóénekesi karrierbe kezdett, több albumot adott ki, majd az Egyesült Királyság színeiben indult az 1974-es Eurovíziós Dalfesztiválon.
Váratlanul nagy amerikai sikerei miatt hamarosan Kaliforniába költözött, folyamatosan jelentek meg country jellegű lemezei. 1978-ban mutatták be Grease című filmjét, mellyel szupersztári magasságokba emelkedett. A countryról átnyergelt a popzenei stílusra, „Physical” című számával jutott fel karrierje csúcsára. Szintén ezekben az években szerepelt a kevésbé sikeres Xanadu, majd a bukásnak minősülő Két fél egy egész című filmekben.
A nyolcvanas években kevesebb lemezt adott ki, üzleti vállalkozásba fogott. Az évtized közepétől ideje nagyobb részét családjának szentelte. 1991-ben vállalkozása váratlanul csődbe jutott, a következő évben mellrákot diagnosztizáltak nála, amit műtét és kemoterápia követett. Gyógyulása után teljes energiával vetette bele magát a mellrákellenes megelőző és felvilágosító munkába, melyet azóta is folyamatosan végez. Rendszeresen jelennek meg lemezei, filmekben szerepel és koncerteket tart. Terve Ausztrália legmodernebb, rákot kezelő, nevét viselő kórházának létrehozása, melynek építése 2010 elején kezdődött meg.
Newton-John az első férje a Xanadu forgatásán megismert Matt Lattanzi, akivel egy lányuk született, Chloé Lattanzi. 1996-os válása után megismerkedett Patrick McDermott filmszakemberrel, aki nyolc év kapcsolat után váratlanul eltűnt a tengeren. Eltűnésének pontos körülményei a mai napig sem tisztázottak. 2008-ban hozzáment John Easterling egészségguru üzletemberhez, és Floridába költözött. Férjével közösen folyamatosan tart felvilágosító és népszerűsítő utazásokat, kisebb koncertkörutakat. „Physical” című számának új verziójával, és Grace and Gratitude Renewed című albumával 2010-ben ismét felkerült a slágerlistákra.

### Betegsége és halála
2017 májusában kiderült, hogy Newton-John mellrákja visszatért, és áttétek képződtek a háta alsó részén. Hátfájdalmát kezdetben lumbágóként diagnosztizálták. Később kiderült, hogy ez volt a harmadik mellrákos megbetegedése, miután az 1992-es diagnózis mellett 2013-ban is kiújult a betegség. A 2017-es kiújuláskor a rák átterjedt a csontjaira, és a IV. stádiumba lépett. Newton-Johnnak jelentős fájdalmai voltak az áttétes csontelváltozások miatt, és elmondta, hogy kannabiszolajat használ a fájdalmai enyhítésére. Az orvosi kannabisz alkalmazásának támogatója volt, és lányának, Chloénak van egy kannabiszfarmja Oregonban.
2022. augusztus 8-án, 73 évesen rákban hunyt el otthonában, a kaliforniai  Santa Ynez Valley-ben. Tiszteletét fejezte ki John Travolta, Frankie Valli, Barbra Streisand, Nicole Kidman, Elton John, Delta Goodrem és Anthony Albanese, Ausztrália miniszterelnöke.
Victoria állam felajánlotta, hogy állami temetést tart Newton-Johnnak, amit a családja elfogadott, ugyanakkor azt tervezik, hogy a holttestét a kaliforniai farmján temetik el.
A tisztelet jeléül Melbourne-ben és Sydneyben számos helyen kivilágították a nevezetességeket.

## Életrajza és művészeti pályája

### A Newton-John család története és a cambridge-i évek
Nagyon boldog kislány volt, tele élettel és egészséggel. Egyszerre tanult meg járni és énekelni.
Olivia Newton-John 1948. szeptember 26-án született az angliai Cambridge városában, Brinley Newton-John nyelvészprofesszor és Irene Born harmadik gyermekeként. Testvérei Hugh (1939–2019) és Rona (1941–2013), apai féltestvére Toby, nagyapja Max Born, Nobel-díjas fizikus.
A család mindkét ága nemzedékek óta közeli viszonyban állt a zenével. Édesanyja csellón játszott és énekelt, édesapja kiváló operaénekesi adottságokkal rendelkezett. Nagyapja, Max Born, Einstein és más tudósok társaságában saját szórakoztatásukra klasszikus zenét játszottak, apai nagyanyja zongorázott és a helyi templomban a feljegyzések szerint kiválóan énekelt.
Apai oldalról az 1700-as évekig vezethető vissza a család walesi múltja. Olivia Cardiff városában élő nagyszülei, Oliver John és Daisy Newton 1909-ben házasodtak össze. Daisy Newton családja nemzedékek óta Cardiffban élt, a más néven de mai napig működő New Market Tavern nevű vendéglő-kocsma tulajdonosai voltak. Oliver John felmenői a Cardifftól 20 kilométerre nyugatra található aprócska Saint Mary Hill nevű faluban éltek már az 1700-as évek végén is.
A Walesben nagyon gyakori John családnév miatt a szülők úgy döntöttek, hogy gyermekeik számára az anyai Newton és apai John nevek összevonásával az egyedi Newton-John családnevet adják. Három gyermekük született, a legidősebb közülük az 1914-ben született Brinley (1914–1992), Olivia édesapja. Noha kiváló basszbariton hangja volt és lehetősége lett volna a hivatásos operaénekesi pályára, végül a tudományos pályát választotta. Különleges nyelvérzékének köszönhetően ösztöndíjat nyert a Cambridge-i Egyetemen. Itt ismerte meg a várható náci üldöztetés elől Németországból még 1933-ban elmenekült és családjával Angliában letelepült Max Born (1882–1970), a háború után Nobel-díjat elnyert német fizikus legidősebb gyermekét, Irene-t (1914–2003), majd 1937-ben összeházasodtak. Brinley anyanyelvi szintű német nyelvtudásának köszönhetően a háború alatt részt vett a német Enigma-kód megfejtésére irányuló titkos projektben, és ő volt az, aki letartóztatta az Angliába szökött Rudolf Hesst.
A háború után 1946-tól 1954-ig a Cambridgeshire High School for Boys középiskola igazgatója és mellette a King’s College professzora volt Cambridge-ben. 1954-ben megpályázta és elnyerte a Melbourne-i Egyetem Ormond kollégiumának igazgatói címét. Olivia még megkezdte általános iskolai tanulmányait a cambridge-i Morley Memorial Primary School-ban, majd 1954. október 16-án a Newton-John család a Strathaird gőzhajó fedélzetén elindult Ausztráliába.

### 1954–1965, Melbourne, a gyermekkortól az ausztráliai tévésztárságig
Ha komolyan gondolja az énekesi karriert és a szíve is ezt diktálja, akkor jobb, ha az éneklést választja az iskolapad helyett.
Megérkezésük után a család az egyetem területén lévő tágas szolgálati házban lakott. Szülei szerető, de határozott és következetes stílusban nevelték gyermekeiket. Az első, de a későbbi karrier szempontjából is meghatározó trauma volt az életében, amikor szülei házassága megromlott, majd 1958-ban elváltak. Mivel abban az időben Ausztráliában egy válás ritka és botrányos eseménynek számított, édesapja nem tarthatta meg egyetemi állását, később az ausztráliai Newcastle egyetemén folytatta pályafutását, újra megnősült és született egy fia. A családnak a szolgálati házat is el kellett hagynia. Nővére korán férjhez ment, bátyja egyetemi kollégiumba került, édesanyja munkát vállalt, késő délutánonként ért csak haza a munkahelyéről. Tízéves korától mint kulcsos gyerek a délutánokat magányosan töltötte üres lakásukban. Unalmában és az egyedüllét ellen rádiózni kezdett, és hamarosan az összes korabeli slágert el tudta énekelni. Szülei válása után tanulmányi eredményei lassan romlani kezdtek, tanárai szerint lusta és figyelmetlen volt. Későbbi visszaemlékezéseiben úgy említette, az esze meglett volna ugyan az iskolához, de lélekben egész máshol járt.
Tizenkét éves korában megnyerte Hayley Mills, akkoriban nagyon népszerű gyermekszínész hasonmásversenyét, ahová nővére a tudta nélkül nevezte be, ezután iskolája, a színjátszó csoportjában is részt vett. Miután édesanyjától kapott egy gitárt, pár hét alatt megtanulta a legfontosabb akkordokat és képes volt saját énekét gitáron kísérni, majd megírta első dalát „Why Does It Have to Be” címmel. Zenei tehetsége egyébként már sokkal korábban megmutatkozott, másfél éves korában már helyesen tudott visszaadni egy-egy zenei hangot, kétévesen dallamokat tudott helyesen visszaénekelni. Tizennégy éves korában három osztálytársnőjével megalakította a rövid életű Sol Four együttest, nővére férjének kávézójában és hasonló helyeken léptek fel néhány alkalommal hétvégenként. Kedvenc időtöltése lett a kávézó színpadja széléről együtt énekelni az éppen fellépő művészekkel, egyikük egyszer felkérte, jöjjön fel a színpadra és énekeljen vele. Ettől kezdve egyre gyakrabban önállóan is fellépett sógora kávézójában. Egy ilyen fellépés során ismerte meg első szerelmét és zenei mentorát, a nála csak néhány évvel idősebb, de már komoly karriert befutott énekes-színész-dalszerzőt, Ian Turpie-t. Később az ő segítségével került a televíziózás közelébe.
1963-ban került sor első televíziós fellépésre egy tehetségkutató műsorban, majd öt alkalommal szerepelt a Sunny Side Up című zenés tévéműsorban. Karrierje szempontjából döntő jelentőségű volt, amikor barátja biztatására benevezett, majd megnyerte a Sing Sing Sing című tehetségkutató versenyt, melynek jutalma egy hosszabb angliai tartózkodással egybekötött hajóút volt, amit az iskolára való tekintettel egy időre el kellett halasztani. Miután azonban állandó állást kapott a televíziónál, inkább a karriert választotta és abbahagyta az iskolát, ezzel az eredetileg tervezett állatorvosi pálya feladásra került. Távozása után derült csak ki, hogy osztálytársai amúgy is rossz szemmel nézték a csendes és visszahúzódó lány énekesi és televíziós sikereit. 1965-ben Olivia Newton-John rendszeres szereplője lett a Time For Terry és a Go!! Show című műsoroknak, utóbbinál ismerte meg élethosszig tartó barátait, Pat Carroll énekesnőt és John Farrar gitáros és dalszerzőt, későbbi zenei producerét és sok dalának szerzőjét. Év elején két hónapig Lovely Livvy néven háziasszonya volt a Happy Show című gyermekműsornak, majd a Pond's cég tini kozmetikai cikkeinek reklámarca volt több alkalommal.
Első filmszerepe a Funny Things Happen Down Under című zenés gyerekfilmben volt, melyben vidéki farmon élő gyerekek véletlenül felfedezik a természetes színes gyapjú titkát, az ebből befolyó pénzből pedig meg szeretnének menteni egy eladásra kerülő fészert, melyben titkos klubjuk működik. Az angliai utazásra adott határidő eközben a végéhez közeledett. Noha szereplései és szerelme miatt semmiképpen sem akart menni, édesanyja úgy vélte, egy londoni tapasztalatszerzés lehetőségét veszni hagyni nem szabad. Végül 1966. január 28-án szülői parancsra, akarata ellenére, édesanyja kíséretében felszállt az Angliába induló hajóra. A fél évesre tervezett tanulmányútból nyolcéves angliai tartózkodás lett.

### 1966–1970, London, az első kislemeztől a Toomorrow együttesig
Csodás szőke, nagyon csinos, hozzá egy fénylő és nagyon kedves személyiség.
Olivia Newton-John nem érezte jól magát Londonban, visszavágyott karrierjéhez, barátaihoz és szerelméhez. Egy alkalommal titokban repülőjegyet foglaltatott a visszautazáshoz, ám édesanyja észrevette és töröltette. A díj részeként néhány Londonban megismert zenésszel közösen elkészítette első kislemezét, melyen Jackie DeShannon amerikai énekesnő „Til You Say You'll Be Mine” című dalát és a „Forever” című balladát énekelte (Decca Records F-12395). A május 13-án piacra került lemez minden promóciót nélkülözött, az „A” oldali szám balszerencsés kiválasztása, a gyenge kíséret és a rossz hangzás miatt nem lett sikeres. Egyetlen kritikus írt csak néhány sort a lemezről, miszerint olyan a hangzása, mintha stúdió helyett egy fürdőszobában vették volna fel, az énekes hölgy pedig jobban tenné, ha éneklés helyett inkább a légikísérő szakmában helyezkedne el. Időközben sor került az első élő fellépésekre is. A többnyire kétes hírű klubokban, zenés kocsmákban mindent elénekelt, amire igény volt, legyen az rock and roll, The Beatles, futó sláger vagy akár kuplé, de a folk stílus és a csöndes balladák álltak hozzá legközelebb.

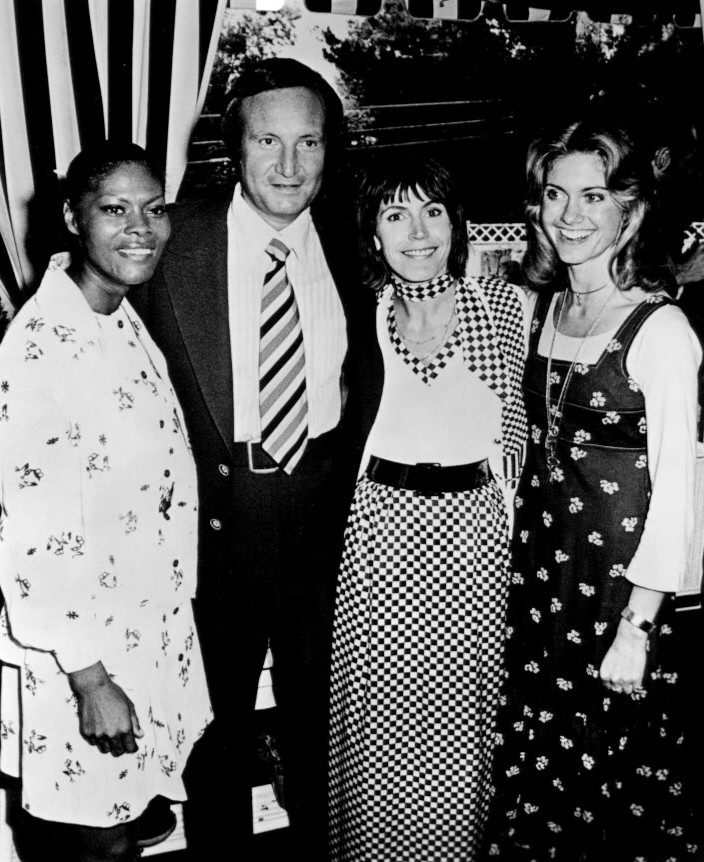
Balról jobbra: Dionne Warwick, Don Kirshner, Helen Reddy és Newton-John 1974-ben

Nyár elején tudta meg, hogy Pat Carroll barátnője odahaza is elnyert egy angliai jutalomutat és hamarosan megérkezik Londonba. A két lány hamarosan külön lakásba költözött, majd egy zenész ismerősük javaslatára megalakították a Pat and Olivia duót. Carroll menedzserének köszönhetően ezután folyamatosak voltak fellépéseik. Szeptemberben egy bournemouth-i fellépésen Olivia megismerkedett a Shadows együttes addig általa nem ismert és először zenekari cipelőembernek vélt tagjával, Anglia egyik legismertebb gitárosával, Bruce Welchcsel. Az ismeretségből hat évig tartó tartó szerelem és művészi kapcsolat lett, ettől fogva Welch, a Shadows teljes tagsága és Cliff Richard is segítette Newton-John karrierjét.
Pat Carroll vízuma decemberben lejárt, így fél évre vissza kellett mennie Ausztráliába. Newton-John elkísérte barátnőjét. Otthon Pat and Olivia Special címmel elkészítették első önálló televíziós estjüket, majd Newton-John visszautazott Angliába és az elkövetkező éveket Bruce Welch társaságában töltötte. A Pat and Olivia duó története megszakításokkal 1968-ig folytatódott. Noha Pat Carroll egyéni karrierje kudarcba fulladt, még a nyolcvanas években is közreműködött háttérénekesként Newton-John lemezein.
1969 elején leszerződött a hetvenes évek zenei szenzációjának – afféle második The Beatlesnek – szánt, Harry Saltzman (James Bond-filmek) és Don Kirshner (Monkees együttes) producerek által több hónap alatt kiválogatott tagokból álló Toomorrow együtteshez. Az 1970-es nyár szenzációjának szánt, rögtön egy albummal és az azonos, Toomorrow című zenés sci-fi vígjátékkal bemutatkozó együttes azonban a popzene történetének egyik legnagyobb és legköltségesebb bukása lett. A zenekart alakító londoni főiskolások, őket zenéjük „gyógyító erejű rezgései” miatt egy időre elrabolni kívánó jóindulatú földönkívüliek között játszódó film és a korszak pszichedelikus rockzenéjét játszó együttes egyaránt közömbös fogadtatásban részesült. Az egyébként sem népszerű filmet bizonyos jogi okokból az augusztus 27-ei bemutató után egy héttel egyszer és mindenkorra levették a mozikból, időt sem hagyva felfutására. A hanglemez szinte egyáltalán nem fogyott, a további veszteségek elkerülésére a producerek közös megegyezéssel szerződést bontottak a Toomorrow tagjaival. A számára nem túl sikeres 1970-es évet az énekesnő Cliff Richard karácsonyi televíziós show-műsorában való közreműködéssel zárta.

### 1971–1974, London, az első albumtól az Eurovíziós Dalfesztiválig
Olivia egy gyönyörű és szeretetreméltó énekesnő. Reméljük, mi is lehetünk olyan sikeresek, mint ő.

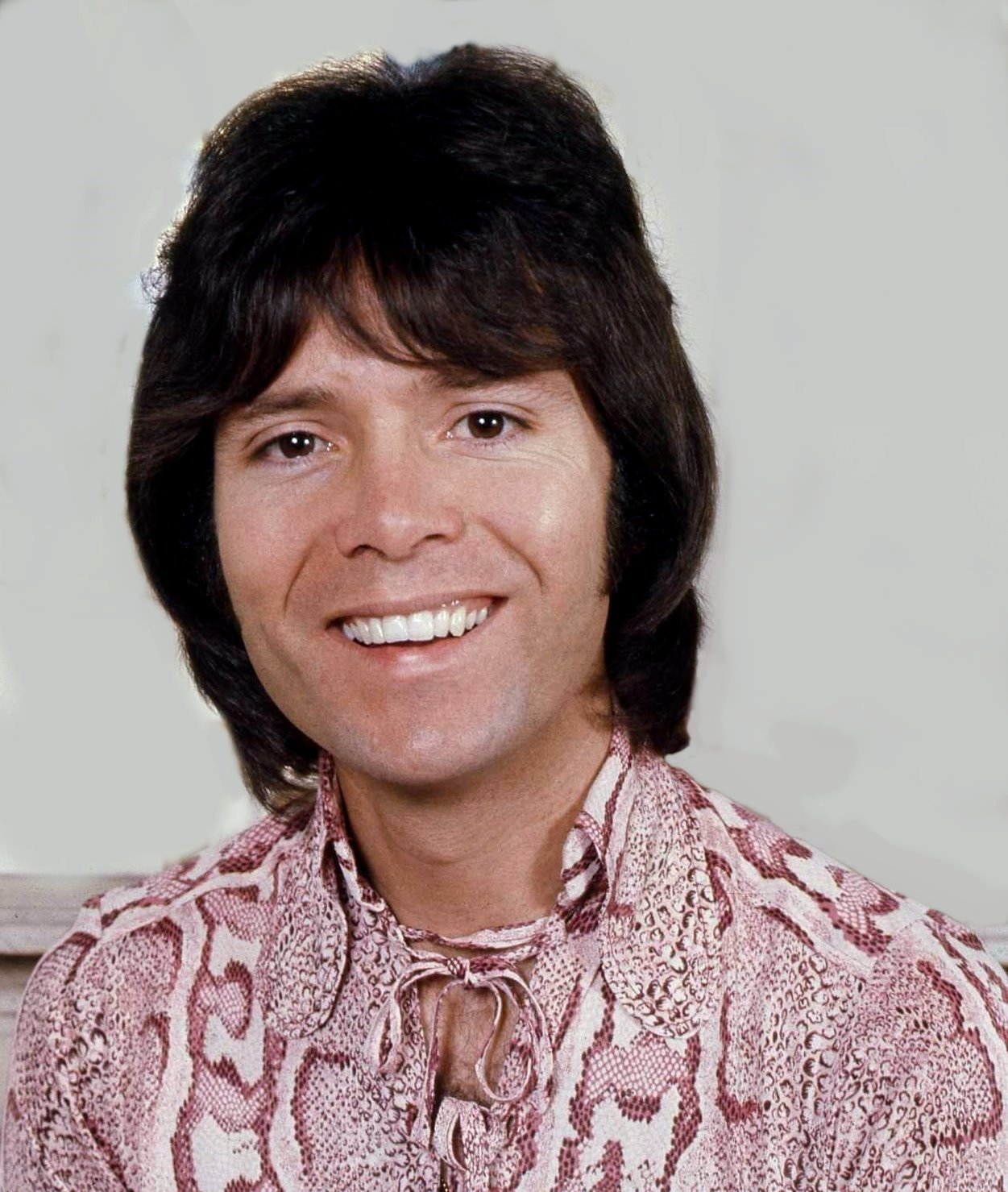
Cliff Richard, Olivia pályájának egyik fő segítője az 1970-es évek elején

A Toomorrow-szerződés minden, az együttesen kívüli egyéni szereplést évekig megtiltott volna számára, de megszűnésével ismét lehetőség nyílt fellépésekre és önálló lemez készítésére. Január 9-én került az üzletekbe Cliff Richard kislemeze, melynek B oldalán a „Don't Move Away” című duettjük hallható. Az 1971-es év folyamán gyakori közreműködője lett Cliff Richard koncertjeinek és tévéműsorainak. Vele közösen lépett fel az antibesi Arany Rózsa fesztiválon (Rose d’Or), majd nyár közepén került adásba a Getaway with Cliff című Angliában és a francia Riviérán forgatott BBC-műsor, melyben Cliff Richard és a Shadows tagsága mellett tűnik fel. A közel egyórás, szabad ég alatt forgatott, helyenként abszurd humorú műsorban a „Love Song” és a „Don’t Move Away” című dalt énekli.
Ebben az évben megjelent az első önálló If Not For You című nagylemez Angliában a Pye International, Ausztráliában a Festival Records kiadásában. Amerikában és Ausztráliában a lemez If Not For You címmel és némileg eltérő borítóval jelent meg. Zenei producere Bruce Welch, és az időközben Pat Carrollal összeházasodott, majd Angliába költözött és a Shadows együttes tagjává vált John Farrar volt. Az albumon más előadóktól már hallott lágy folk dalok és balladák hallhatók. Címadó dala, az „If Not For You” Bob Dylan szerzeménye, a 7. helyezést érte el Angliában és a 25. helyezést Amerikában. Ezen az albumon hallható első magyarországi sikere, a „Banks of the Ohio” is. Olivia Newton-John a számára igen sikeres évet Cliff Richard karácsonyi televíziós műsorában való közreműködéssel zárta, akárcsak az előzőt.
1972 folyamán Olivia Newton-John karrierje gyors ütemben emelkedett. Januártól állandó szereplője volt Cliff Richard It’s Cliff Richard című 13 részes tévéműsorának, német és francia tévéműsorokban lépett fel, folyamatosan látható volt zenés színházakban és koncerteken. Februárban került boltokba negyedik kislemeze, George Harrison dala, a „What Is Life?”, mely áprilisra a 16. helyezésig jutott, majd több mint száz előadásban szerepelt Sacha Distel francia sanzonénekes revüjében, a londoni Prince of Wales színházban. Március végének egy estéjén hat év után, minden előzmény nélkül és azóta sem ismert okból váratlanul szakított Bruce Welchcsel, aki mint önéletrajzi könyvének tizedik fejezetében írja, a szakítás következtében súlyos, alkoholizmussal kevert depresszióba esett, majd júliusban öngyilkossági kísérletet hajtott végre, több hónap alatt gyógyult fel. A következő két évben kapcsolatuk – egy néhány hetes időszakot leszámítva – már csak szakmai szinten folytatódott.
Olivia Newton-John májusban részt vett az első Tokyo Music Festival-on, ahol második lett. Nyáron közreműködött Cliff Richard The Case című zenés, Svédországban forgatott televíziós vígjátékában, mely egy bűnözőktől véletlenül Richardhoz került, pénzzel teli táskáról szól, amitől egyszerűen képtelenség megszabadulni.
Nyáron életében először Hollywoodba utazott, ahol Dean Martinnal énekelt együtt egy tévéfelvételen. Szeptemberben háttérénekesként részt vett Cliff Richard és a Shadows távol-keleti koncertkörútján. Két koncertről hangfelvétel is készült, melyek Cliff Richard: Live! és Cliff Goes East címmel háromféle hanglemez és a kilencvenes években egy CD változatban kerültek kiadásra.
Szeptemberben üzletekbe került második, Olivia című albuma a Pye International kiadásában. A folk és country stílusú albumról kiemelendő első, lemezen is megjelent saját szerzeménye, a „Changes”, mely egy gyermekkori szomorú emlék, szülei válásának a története.
Ősszel részt vett Cliff Richard angliai koncertkörútján, majd novemberben boltokba került hatodik kislemeze, John Denver amerikai folk és country énekes dala, a „Take Me Home Country Roads”, amely 1973. januárra a 15. helyezésig jutott az angol slágerlistán, majd hamarosan megjelent a Music Makes My Day című album, rajta egyik legismertebb és legnépszerűbb dalával, címe „Let Me Be There”. A John Rostill által írt dal semmi különösebb visszhangot nem váltott ki Angliában, azonban a hatodik helyezést érte el Amerikában. Előadásáért Newton-John több más elismerés mellett Grammy-díjat is kapott „Best Female Country Vocal Performance” kategóriában. Külön az amerikai piac számára jelent meg Let Me Be There címmel egy album, az addig megjelent három európai lemez anyagából kiválogatott számokkal.
Nyár folyamán Olivia Newton-John egy riviérai nyaralás alkalmával összeismerkedett egy Lee Kramer nevű 21 éves fiatalemberrel; az ismeretségből több évig tartó szerelem lett. A karácsonyi ünnepek idejére Miamiba utaztak, ahol összeismerkedtek egy Helen Reddy nevű, főként a hetvenes években népszerű szintén ausztrál énekesnővel és menedzserével. Kettejük biztatására döntött úgy, hogy az amerikai piacon elért sikerei kihasználására promóciós célból Amerikába utazik.
Ekkor már jelölték az 1974-es Eurovíziós Dalfesztiválra, ahol a „Long Live Love” című számot énekelte, mellyel az Egyesült Királyság képviseletében negyedik lett. Az áprilisi döntőt követően jelent meg a dallal azonos című Long Live Love album, mely csak a negyvenedik helyezést érte el Angliában. A külön az amerikai piac számára megjelentetett „If You Love Me, Let Me Know” című, Európában már megjelent dalokat tartalmazó album Amerikában őszre első helyezésig jutott, korábban megjelent címadó dala már májusban ötödik lett. Mindkét albumon helyet kapott egyik legismertebb dala az „I Honestly Love You”, mely Amerikában első helyezett lett és két Grammy-díjat hozott „Record of the Year” és „Best Female Pop Vocal Performance” kategóriában.
Miután az amerikai piacon gyakorlatilag ismeretlen énekesnő a slágerlisták élére került, otthoni karrierje viszont határozottan visszaesett, az amerikai utat nem volt értelme halogatni. Az eredetileg fél évesre tervezett koncert és reklámkörútból több évtizedes amerikai tartózkodás lett.

### 1975–1977, Kalifornia és country, út a csúcsra
Ki mondta, hogy egy „country girl” csak egy helyről jöhet, és az Tennessee?

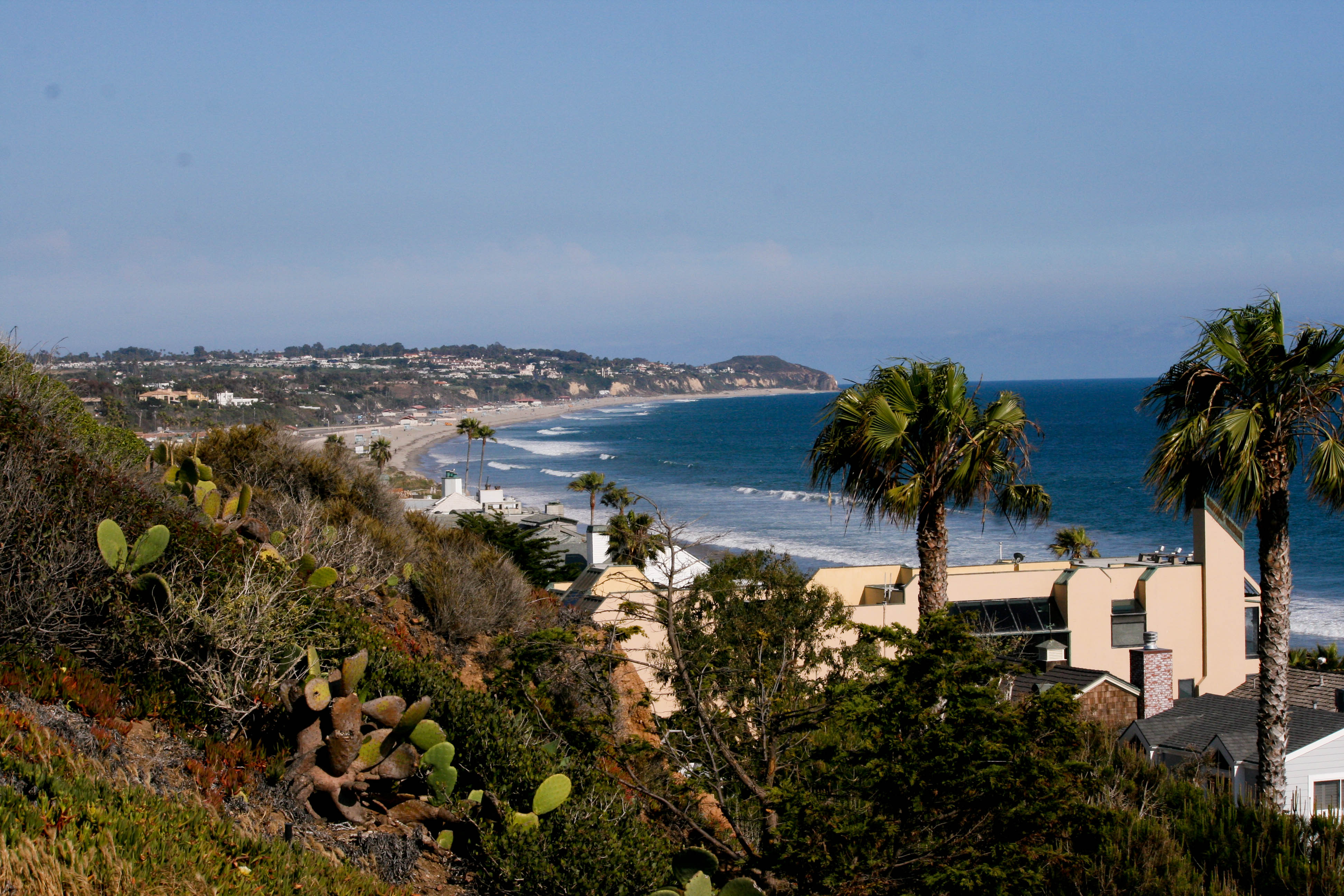
Malibu, Kalifornia, Olivia lakóhelye 1975 és 2008 között

Ezért egyikünknek sincs joga azt mondani rólad, te nem lehetsz „country”.
Az Eurovíziós Dalfesztivál után rövid idővel Olivia John Farrar társaságában elutazott Amerikába. Az első, három hetes koncertkörút kezdete előtt négy nappal, kísérőzenészek nélkül érkeztek meg Minneapolisba. Mivel a turnét szervező helyi ügynökség által küldött zenészek alkalmatlannak bizonyultak, a koncert előtt egy nappal még nem állt össze a zenekar. Egy egész éjszakai keresgélés után hajnali két órára sikerült egy megfelelő tudású és összeszokott tagokból álló, de eredetileg dzsessz és rockot játszó zenekart megszerezniük (This Oneness), majd aznap este sor került Olivia első amerikai koncertjére egy Észak-Dakota egyik kisvárosában. A május során három hétig tartó körút alatt egy légkondicionált, tévével, hifivel felszerelt kisbusszal járták a vidéket, főleg egyetemi aulákban léptek fel. Ezután a Los Angelesi Greek Theatre nevű hatalmas szabadtéri színpadon szerepelt több alkalommal, majd Charlie Rich Las Vegasi műsorában működött közre két hétig. Június 25 és július 14 között négy részben, heti fél órában került adásba Angliában a Moods of Love melyben Olivia nem csak énekel, hanem verseket is szaval. Sajnálatos módon a BBC rengeteg egyéb pótolhatatlan anyag mellett ezt a műsort is törölte. Mivel abban a korban házi videó sem létezett még, egy dalt és a hanganyagot leszámítva magánfelvételek sem maradtak fent a műsorról.
Olivia második amerikai körutazása augusztus 4-én kezdődött Salt Lake Cityben és egy hónapig tartott. Felléptek még az Amerikában szinte minden államban megtartott, egyszerre kirakodóvásár, vidámpark, zenei fesztivál és népünnepély jellegű Állami Vásárokon (State Fair), a minnesotain rekord számú százezer néző előtt. Korabeli újságcikkek szerint Olivia -az akkoriban szokásos módon- minden látvány és showelem, koreográfia, táncosok nélkül, pusztán a hangja és egyénisége által lenyűgözte hallgatóit. Jórészt folyamatosan adott koncertjeinek köszönhetően ismertsége és népszerűsége rohamosan emelkedett Amerikában. A This Oneness a következő év végéig kísérte Olivia fellépéseit, majd a kiváló zenészekből álló együttes a saját karrier építése okából elvált Oliviától. Egy nagylemezük jelent meg.
Olivia a slágerlistákon elért sikereinek köszönhetően gyakori szereplője lett különféle amerikai tévéműsoroknak. Első alkalommal május 24-én, érkezése után rövid idővel, az Amerikában igen népszerű Midnight Special-ban három legismertebb számával lépett fel, a műsorban John Farrar is közreműködött. Ekkoriban a végleges Amerikába település még nem került szóba, az év során több alkalommal is visszautazott Angliába. Szeptemberben közel négy évvel az első közreműködés után, még egyszer, ezúttal utoljára szerepelt az évek óta futó It's Cliff Richard műsorban és más angol tévéműsorokban. Szintén szeptemberben Londonban megkezdte a Have You Never Been Mellow című album anyagának felvételét.
Az 1975 elején megjelent, főként csendes folk és country dalokat tartalmazó album, akárcsak címadó dala, Angliában közönyös fogadtatásban részesült, de Amerikában első helyezett lett. Az albumról külön kiemelendő még a „Please Mr. Please”, mely Bruce Welch szerzeménye, az Oliviával való szakítás fájdalmának a története. A dalt eredetileg Bruce Welch énekelte egyetlen saját nevén megjelent kislemezén, de nem aratott sikert. Olivia előadásában viszont Amerikában harmadik helyezett lett.
Csökkenő angliai és növekvő amerikai népszerűsége miatt, egyszerű praktikus megfontolásból 1975-ben, nem sokkal a Have You Never Been Mellow megjelenése előtt felszámolta londoni lakását és hosszabb tartózkodásra rendezkedett be a Los Angeles mellett Malibuban, ahol eleinte egy bérelt parti házban lakott. Később lehetősége volt megvenni egy az óceántól 800 méterre, közvetlenül az erdő szélén lévő két hektáros birtokot egy kb. 300 nm-es földszintes, western stílusú faházzal, az udvaron medencével, istállókkal, lófuttatóval. Itt megvalósíthatta gyermekkori álmát, lovakat tartott és lovagolt, megmentett és befogadott kutyákat és macskákat tartott. Noha továbbra is brit állampolgár maradt és önmagát ausztrálnak vallotta, az elkövetkező 34 évet Kaliforniában töltötte, Angliába már csak alkalomszerűen tért vissza. Menedzsere az eredetileg cipő importtal foglalkozó, de később igen tehetséges zenei menedzsernek bizonyuló barátja Lee Kramer, zenei producere az időközben Pat Carrollal összeházasodott és szintén Amerikában letelepült John Farrar lett.
Hamarosan megjelent Clearly Love című albuma, mely a 12. helyezésig jutott. Az egységes, balladisztikus hangulatú, folk és country stílusú lemez egyik érdekessége a „Slow Down Jackson”, mely Olivia Jackson nevű kutyájának íródott. Olivia a számára igen sikeres 1975-ös év végén szerepelt John Denver karácsonyi tévéműsorjában, majd az ünnepekre két év után először hazalátogatott szüleihez Ausztráliába.
Az 1976-os év némi kellemetlenséggel kezdődött. Olivia többször említette, egyszerre tanult meg járni és lovagolni, kiválóan lovagolt gyermekkora óta és még sosem volt semmi problémája a lovakkal. Január 14-én azonban egy ló ledobta, többszörös, de nem súlyos sérüléseket szenvedett, egy hétig feküdnie kellett.
Az év elején jelent meg egy újabb kislemez, a 13. helyezést elért „Fly Away”, egy John Denver és Olivia duett, májusban a Come on Over album, mely a 13. helyezést érte el. Az egységes country stílusú lemezről kiemelendő Dolly Parton dala, a „Jolene”, az éteri hangzású „Pony Ride”, az egyik legelső angol nyelvű zenei emlék, a „Greensleeves” és a The Beatles „The Long and Winding Road” című dala. Májusban került először adásba a Glen Campbell countryénekessel közösen Ausztráliában, szabad ég alatt forgatott Down Home Down Under című zenés tévéműsor.
Szeptemberben megjelent a Don’t Stop Believin’ című, Nashville-ben felvett album, melyről címadó dalán kívül az „Every Face Tells a Story” és a „Sam” került fel a slágerlistára. Az év fontos eseménye, hogy november 17-én adásba került Olivia első önálló egyórás tműsorja, címe A Special Olivia Newton-John. Az ötletesen megvalósított, egyszerre két idősíkon zajló show kisebbik része maga a kész műsor, nagyobb része a műsor készítésének zenés és humoros történet a ruhák kiválasztásától kezdve a vendégművészek, többek között Elliott Gould megszerzéséig. Decemberben Olivia nagy sikerű koncertet tartott Japánban, melyről különleges minőségű hangfelvétel is készült, csak Japánban és csak hanglemezen adták ki Love Performance címmel 1981-ben.
Olivia magánéletében Lee Kramer játszotta a főszerepet már három éve, mikor májusban bejelentették, Lee továbbra is Olivia menedzsere marad, de személyes kapcsolatuknak vége. Ezt ugyan még néhány kibékülés követte, kapcsolatuk hullámzó intenzitással még három évig tartott, de később végleg eltávolodtak egymástól. Lee Kramer 1980-ig Olivia menedzsere maradt, 1981-ben producere volt egy Orson Welles közreműködésével Nostradamusról készült dokumentum-játékfilmnek, majd eltűnt a nyilvánosság elől.
1977 áprilisában egy koncertkörút következett, majd egy megtiszteltetésnek számító előadás a New York-i Metropolitan Operaházban. Májusban Olivia részt vett II. Erzsébet uralkodásának 25. évfordulója alkalmából a Windsori kastélyban tartott "UK's Big Top Show" koncerten Elton John társaságában, majd Londonban elkészítette az Only Olivia című BBC műsort. Az augusztusban megjelent Making a Good Thing Better című album a 34. helyezésig jutott fel a slágerlistán. A lemez érdekessége Johnny Cash „Ring of Fire” című közismert dalának feldolgozása és az Evita dala, a „Don't Cry for Me Argentina”.
Az amerikai és country zenei gyökerekkel nem rendelkező, egész életében nagyvárosban élő Olivia négy év alatt mindent elért, amit a country műfajban el lehet érni, több country zenei díjat is kapott. 1974-ben, első nem amerikai előadóként elnyerte a legrangosabb country zenei elismerést, a Country Music Association az év előadójának választotta. Néhány amerikai születésű pályatársát magára is haragította sikereivel, akik nem tudták megbocsátani, hogy „idegen” létére, ausztrál kiejtésével countryt énekel és sikereket is arat. Helyettük kért bocsánatot Oliviától Dolly Parton testvére, Stella Parton, mikor megírta az „Ode to Olivia” című dalát. 1974 és 1977 között Olivia Newton-John hat country jellegű albumot jelentetett meg, ami túl sok volt a zenei piac számára, lemezei az első helyről lassan egyre hátrább csúsztak a slágerlistákon. Néhány kritikai észrevételt is kapott túlzottan lágy hangja és énekstílusa miatt. Egy kritikus úgy fogalmazott „ha a fehér kenyér énekelni tudna, olyan hangja lenni, mint Oliviának”.
Az ausztráliai tinisztárság, az angliai folk éneklés majd a country után elérkezett az idő az újabb váltásra. A véletlen, mint már több alkalommal, most is Olivia segítségére sietett. Egy Helen Reddy nevű régi ismerőse által szervezett partin véletlenül összeakadt Allan Carr producerrel, aki már jó ideje kereste a tökéletes női főszereplőt Grease című készülő filmjéhez.

### 1978–1980, AGreaseés aXanadu, irány Hollywood
Egyetlenegy személy volt az egész bolygón, akiből Sandy lehetett, és én szilárdan eltökélt voltam, hogy megszerzem őt a filmhez.

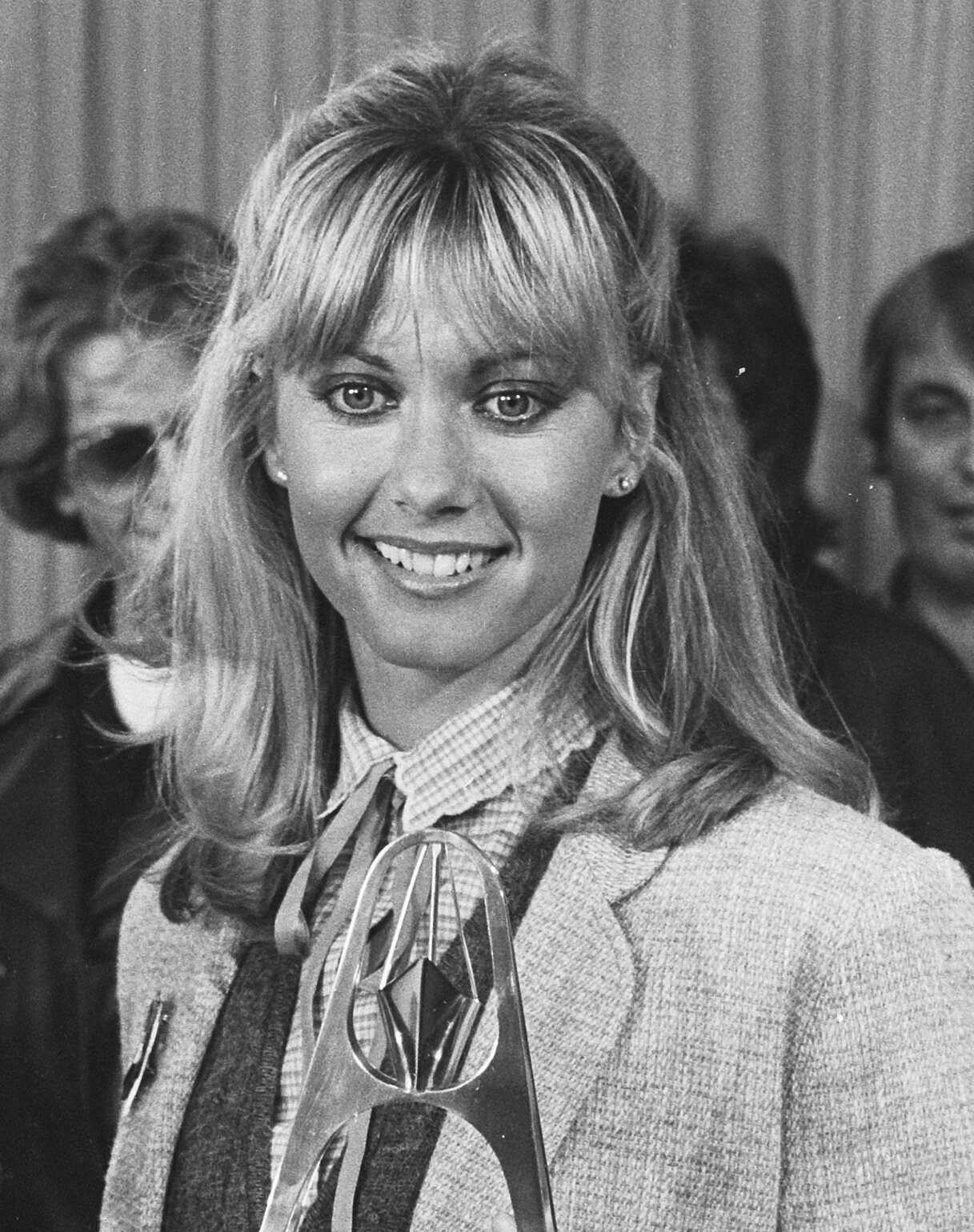
Newton-John 1978-ban.

Az ötvenes évek rock and roll korszaka alatt, középiskolás környezetben játszódó, színpadon már régóta népszerű Grease főszerepére eredetileg nem őt szánták, míg egy parti alkalmával a film producere a vendégek között Olivia személyében felfedezte a tökéletes Sandyt, aki azonban nehezen állt rá a szerepre, úgy vélte, közel harmincévesen nem alakíthat egy középiskolás lányt. Végül próbafelvételek után, és John Travolta rábeszélésére, mégis vállalta a szerepet. A film forgatása 1977 nyarán zajlott Los Angeles környéki helyszíneken, ezt követték a hosszadalmas utómunkálatok. Ezalatt 1978 elején üzletekbe került az első hivatalos Olivia Newton-John’s Greatest Hits válogatáslemez, májusban adásba került Olivia második önálló tévéestje Olivia címmel, az ABBA és Andy Gibb közreműködésével.
A Grease díszbemutatója 1978. június 13-án volt New Yorkban. Június 16-án került bemutatásra Amerikában, majd pár hónapon belül a világ sok országában. A chicagoi díszbemutatón tömeghisztéria tört ki, Olivia bordatörést szenvedett, és úgy kellett kimenekíteni. A londoni díszbemutatón a közönség valósággal megostromolta Olivia és John Travolta érkező kocsiját. A magyarországi mozibemutatóra 1998-ig kellett várni. A Grease néhány hónap alatt 340 millió dollár bevételt hozott világszerte csak a mozikban, az év legnépszerűbb filmje és a filmtörténet legnépszerűbb musicalje lett. A Grease album és a „You're the One That I Want” kislemez az amerikai, angol, ausztrál listákon első lett, a „Summer Nights” és a „Hopelessly Devoted to You” is a Top 10-be került.
Sandy Olsson szerepének eljátszásával Olivia feljutott pályájának csúcsára. A film sikere után elérkezettnek látta az időt, hogy harmincéves korára saját maga is átessen azon a változáson, amin a filmbéli Sandy is átesett. Az Grease után következő, novemberben megjelent Totally Hot albumon egy új, a régi kislányos vonásait levetett Olivia, egy érett nő mutatkozott be, és a lemez egésze is elmozdulás volt a countrytól a pop felé. Címadó dala, a „Totally Hot” érdekessége, hogy az eddigiektől eltérően fúvósokat is alkalmaztak a kíséretében. A szám videóklipje korát évekkel előzte meg. A hetedik helyezésig jutott album két legismertebb dala a „Little More Love” és a „Deeper Than the Night”.
Olivia 1979-ben II. Erzsébettől megkapta a Brit Birodalom Rendje kitüntetést az ausztráliai zene érdekében végzett munkásságáért. Átesett egy komoly következmények nélküli hepatitis megbetegedésen, majd szeptemberben női főszereplőként megkezdte a Xanadu című Universal film forgatását.
A Xanadu az eredeti tervek szerint egy kis költségvetésű görkorcsolya-diszkó film lett volna, de különféle okokból meg kellett változtatni az eredeti koncepciót, megszerezték a filmhez Gene Kellyt, az Electric Light Orchestra-t és John Farrart, átírták a forgatókönyvet, így a Xanadu átalakult egy nagy költségvetésű, látványos musical-fantasyvé. A film a Rita Hayworth főszereplésével 1947-ben készült Down to Earth című film új változata, melyben a Michael Beck által alakított ambícióját vesztett, sikertelen festőművész, a Gene Kelly által alakított, gazdag, de magányos és boldogtalan egykori klarinétos, valamint Kira, a görög mítoszok szemrevaló isteni múzsája közösen valósítják meg a város legszebb görkorcsolya-diszkó paradicsomát, a Xanadut. A forgatást a pénzhiány, folyamatos módosítások és nézeteltérések nehezítették. Az egyik görkorcsolyás jelenet forgatása közben Olivia csonttörést szenvedett.
1980. április 14-én mutatták be Olivia nagy sikerű Olivia Newton-John: Hollywood Nights című televíziós show-műsorát többek között Cliff Richard, Andy Gibb, Elton John, Tina Turner és Gene Kelly közreműködésével. A több humoros betétet is tartalmazó rendkívül látványos show egyik jelenetében Olivia és Gene Kelly énekben és táncban meséli el a Xanadu forgatása alatti élményeit. A műsor alkotói a négy Emmy-díj jelölésből egy győzelmet is arattak. A Hollywood Nights az IMDb olvasói értékelésén a kiemelkedő 9.8 pontot érte el.

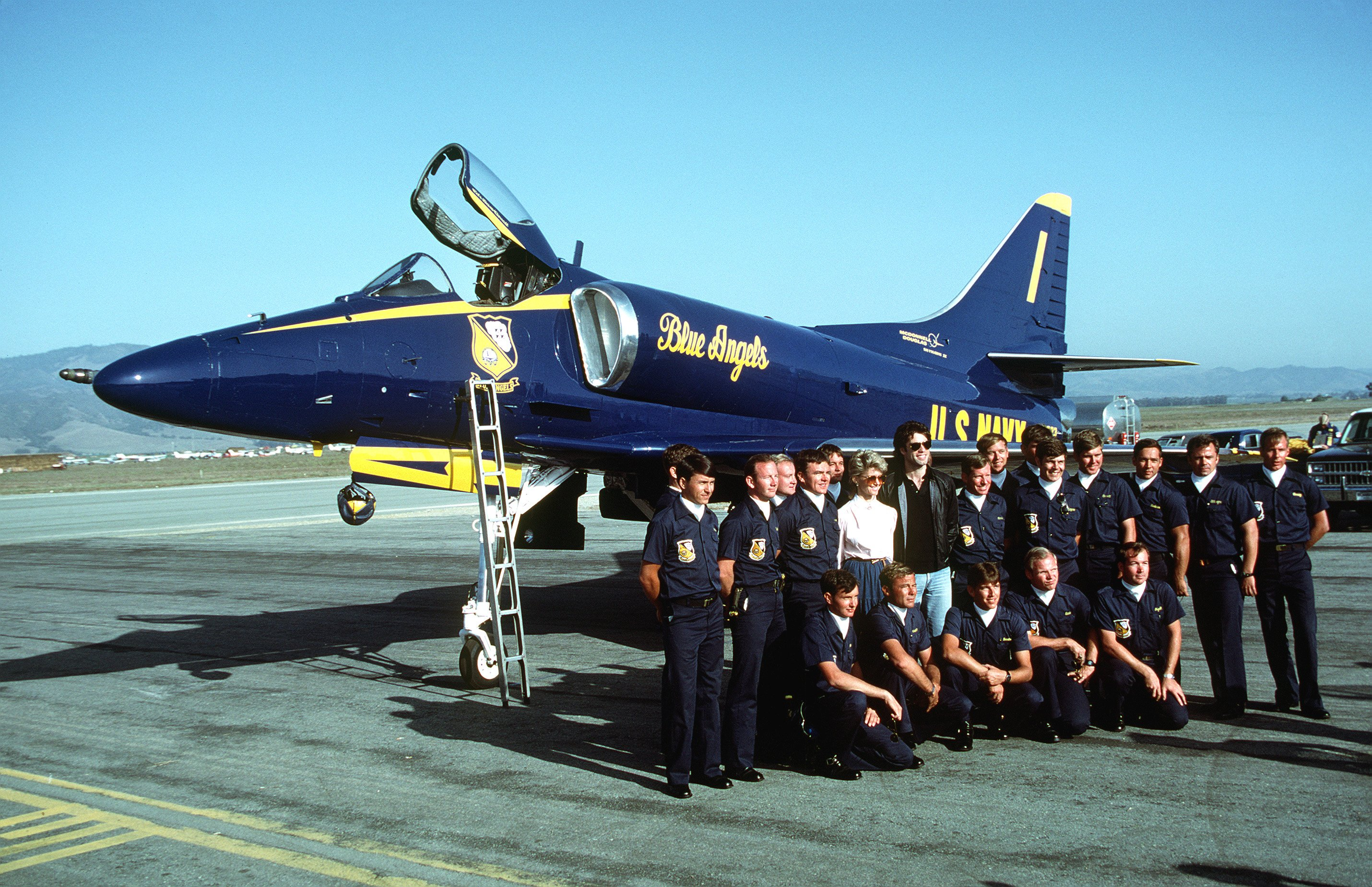
Olivia és John Travolta, 1982. október 3., Salinas légibázis, Kalifornia

A Xanadu augusztus 8-án került a mozikba. Noha maga a film nem bizonyult különösebben sikeresnek, a filmzenei album a Top-10-be került és dupla platinalemez lett, Olivia a „Magic” előadásáért Grammy-díj jelölést kapott. Olivia a Xanadu forgatásán ismerte meg későbbi férjét, a filmben statisztaként feltűnő, nála jóval fiatalabb Matt Lattanzit, akivel 1995-ös válásukig élt együtt.

### 1981–1982,Let's Get Physical, a karrier csúcsán
- Roger, ez a dal túl messzire megy, túl szexi. Talán jobb lenne kihagynunk.
- Már késő, lement a rádióban!
A következő évben Olivia teljes külső alakváltozáson ment át. Rövid hajjal, az akkoriban szinte a védjegyévé vált fejpánttal, sportos ruhában tűnt fel, mint az akkoriban népszerűvé vált aerobik mozgalom egyik megalapítója. 1981. augusztus 5-én csillagot kapott a hollywoodi hírességek útján, a Hollywood Walk of Fame-n, a Hollywood Boulevard 6925 házszám előtt.
Ősszel megjelent új lemeze, a Physical album. Címadó dala tíz hétig volt 1. helyezett a Billboard slágerlistán. Ez abban az időben abszolút rekord volt, amit sem megdönteni sem elérni nem sikerült 11 éven keresztül. A dalt szövege és hangulata miatt eredetileg férfi énekes számára írták, Rod Stewart volt az első számú jelölt. Egy ilyen jellegű, erősen szexuális tartalmú szám akkoriban egy női előadó számára kockázatos lépés volt, Olivia az utolsó pillanatban meg is gondolta magát, a rajongók szeretetének elvesztése miatti félelmében megpróbálta visszavonni a forgalmazást, de a dal már lement a rádióban és pillanatok alatt Olivia legsikeresebb száma lett. A „Physical” dal a Billboard 50 éves fennállásának összesített listáján minden idők 6. legjobb dala helyezést kapta, majd 2010. februárban elnyerte a Billboard „minden idők legszexibb dala címet”.
1982 elején került adásba Olivia következő tévéműsora Olivia Newton-John: Let's Get Physical címmel. Az egyórás műsor a Physical album dalai alapján készített videóklipeket és rövid interjúkat tartalmazott, melyeket a malibui ranchon vettek fel. Az Olivia saját költségén, mintegy 600 000 amerikai dollárból elkészített műsor komoly kockázatot jelentett, eleinte nem találtak országos tévécsatornát, amelyik főidőben műsorra merte volna tűzni. Végül az ABC tévécsatorna vállalta a kockázatot a bemutatásra. A műsor elsöprő sikernek bizonyult, első országos sugárzása alkalmával az amerikai nézők 35%-a látta, mely kiemelkedően magas nézettségnek számított. A címadó dal humoros videóklipjét később több helyen betiltották kétértelműsége miatt. Hamarosan Physical Videogram címmel kazettán is megjelentek a műsor klipjei.
Ősszel Olivia nagyszabású koncertkörútra indult, a utahi Ogden városában októberben tartott koncertje videókazettán, majd később DVD lemezen is megjelent Live! Olivia in Concert címmel. A több mint két hónapos koncertsorozat nagyon kimerítette Oliviát, ekkoriban említette, már folyamatos déjà vu élményei voltak az egyforma koncertektől, sokszor már nem is tudta, melyik városban van éppen, és a jövőben többé nem szeretne ekkora utakon részt venni. Novemberben került kiadásra háromféle (UK, USA és ausztrál) verzióban az Olivia’s Greatest Hits Vol.2 válogatáslemez, a régi nagy sikerek mellett az új „Heart Attack” és „Tied Up” című számokkal kibővítve.
Olivia magánéletében ezekben az években a Xanadu forgatásán megismert Matt Lattanzi játszotta a főszerepet. Egy oregoni tízgyermekes család sarja volt, majd Kaliforniába költözött, hogy színészi karrierjén munkálkodjon. Megismerkedésük után a közöttük álló társadalmi és korkülönbség ellenére hamarosan elválaszthatatlanok lettek. A fegyelmezett, mindig a külvilág elvárásainak megfelelni akaró Olivia számára jót tett a szélsőségesen természet- és szabadságszerető Matt közelsége.

### 1983–1990, üzleti vállalkozás és anyaság, hanyatló sikerek
Amikor Chloé megszületett, teljesen megváltoztatta az életemet. A lányom megnyitott előttem egy világot, ami túlmutat az enyémen, az ő világát.
Az 1983-as év jól kezdődött Olivia számára. Olivia’s Greatest Hits Vol.2 lemeze szép eladási eredményeket produkált, új kislemeze a „Tied Up” ugyan csak a 38. helyezésig jutott, de egyórás „Physical” videókazettáját az 1982-es év videójának választották meg a 25-ik Grammy gálán.
Hamarosan azonban Olivia élete komoly veszélybe került. Egy Michael Owen Perry nevű, tudathasadásban szenvedő fiatalember egy évnyi egyre komolyabb levélben való fenyegetőzés után áprilisban felkereste malibui házát, azzal a céllal, hogy Oliviát megölje. A levelek miatt korábban felfogadott biztonsági őrök azonban a behatolást három alkalommal akadályozták meg. Perry 1983. július 17-én lőfegyverrel megölte saját családjának öt tagját, köztük apját és anyját is. A szemekkel és Olivia nevével telerajzolt házukban a rendőrök egy listát találtak a további célpontokról, a következő név Olivia volt, akit ezután rendőri védelemmel kísértek el biztonságos helyre. Perry ellen országos körözést rendeltek el, de csak két héttel később találták meg teljesen véletlenül Washingtonban. Szállodai szobájában kilenc darab tévékészüléket halmozott fel, mindegyik üres csatornára volt állítva, Perry a fehérzajból és a képernyőkre filctollal rajzolt szemekből olvasta ki Olivia neki szóló hallucinált parancsait. Perryt később öt rendbeli gyilkosságért halálra ítélték, de kóros elmeállapota miatt nem végezték ki, ítéletét pedig életfogytig tartó szabadságvesztésre változtatták.
Szintén 1983-ban Olivia négy év után újra filmkamera elé lépett. Az Olivia és John Travolta főszereplésével december 16-án bemutatott Két fél egy egész című romantikus-misztikus-krimi vígjátékban a John Travolta által alakított, bankrablással próbálkozó sikertelen feltaláló és az Olivia által alakított dörzsölt banktisztviselőnő kezébe kerül a világ és az emberiség sorsa. A Two of a Kind a gyenge forgatókönyv miatt hatalmas bukás lett, ez Olivia filmes álmainak a végét is jelentette hosszú időre. A film zenéjét tartalmazó Two of a Kind filmzenei album sikeres lett és a 26. helyezésig jutott fel az albumok listáján. A lemezen és a filmben Olivia négy számot énekelt, közülük a „Twist of Fate” ötödik helyezett lett Amerikában. A film dalaiból készített videóklipek Twist of Fate címmel jelentek meg videókazettán. Az európai kiadás rövid interjúkat is tartalmaz, melyeket a malibui ranchon vettek fel.
1983-ban Olivia és barátnője Pat megalakították a Koala Blue üzlethálózatot, melynek profilja ausztrál ruházati és divatcikkek, élelmiszer-specialitások kiskereskedelme volt. A cég az elkövetkező hét évben folyamatosan fejlődött. 1984. decemberben Olivia férjhez ment a Xanadu forgatásán 1979-ben megismert, nála jóval fiatalabb Matt Lattanzihez. Úton lévő gyermekük miatt a következő évben kibővítették a malibui Big Rock mentén, közvetlenül az erdő szélén lévő 2 hektáros ranchon álló, teljesen fából készült western stílusú házukat.
1985-ben Olivia megjelentette a tőle szokatlanul merész Soul Kiss című albumot. A túlzottan eklektikus zeneanyag, a provokatív dalszövegek, a „Soul Kiss” és „Toughen Up” zeneszámok minimális mértékben és ízlésesen ugyan, de erotikus jellegű klipjei, sőt maga a lemez címe és borítója is túllépett az Olivia közönsége által elfogadható szinten. Előrehaladott terhessége megakadályozta az egyébként kitűnő album promócióját és élő koncertek tartását, így az album csak a 29., a „Soul Kiss” szám a 20. helyezésig jutott Amerikában. Az album dalaiból készített videóklipek Soul Kiss Videosingles néven jelentek meg videókazettán.
1986. január 17-én megszületett Olivia és Matt Lattanzi lánya, Chloé Rose Lattanzi. Az elkövetkező éveket Olivia elsősorban a gyereknevelésnek és a családjának szánta. 1986-ban mindössze egy duett kislemezen szerepelt, melyen a The Best Of Me című számot énekelte David Foster mellett. 1988-ban megjelent a The Rumour című album, mely a Soul Kiss után visszatérést jelentett a dallamos popzene irányába. Annak ellenére, hogy címadó dalát Elton John írta, csak a 67. helyezést érte el Amerikában. Az ausztrál kiadás tartalmazza az „It's Always Australia for Me” című dalt is, mely Olivia érzéseit mutatja be második, egyben választott hazájával kapcsolatban. Az albummal egy időben jelent meg az Ausztrália 200. évfordulójára kiadott, Olivia vezetésével az ország tájait, történelmét, szokásait és a The Rumour album dalait bemutató egyórás zenés videókazetta Olivia Down Under címmel. Az évforduló alkalmával tartott sydney-i koncerten Károly herceg és Diana előtt énekelt Cliff Richard társaságában.
Az 1988-as szomorú eseményt is hozott Olivia számára. Nem tudta kihordani következő év márciusára várt második gyermekét, terhessége előrehaladott állapotában került kórházba. Felgyógyulása után többé nem vállalhatott újabb gyermeket.
1989-ben Olivia kockázatos művészeti lépésre szánta el magát, megjelentetett egy gyermek és altatódalokból álló lemezt Warm and Tender címmel. Kiadója, az MCA Records nem vállalta a kockázatot és szerződést bontott, így a lemezt a Geffen Records adta ki, mely a 124. helyezést érte el az összesített amerikai listán, a róla kimásolt Reach Out For Me is csak a 32. helyezésig jutott a Billboard AC (Adult Contemporary) listán. Szintén ebben az évben John Travolta partnereként szerepelt Michael Jackson Liberian Girl című számának videóklipjében.

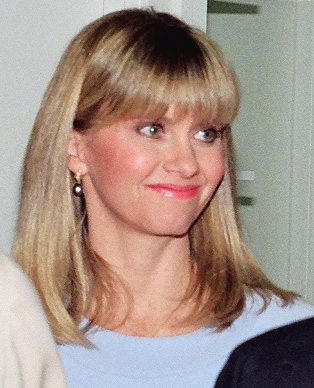
Newton-John egy Koala Blue üzlet megnyitóján 1988-ban.

Olivia karrierjének viszonylagos hanyatlásában közrejátszott a túl kevés és túl nagy időközzel kiadott album, a nagy koncertkörutak elmaradása, valamint a zenei élet nyolcvanas évek alatti nagyfokú megváltozása. Az évtized közepétől egyre inkább a videóklipeken felnövő „MTV-generáció” ízlésvilágának megfelelő új, fiatal és Oliviánál sokkal erőteljesebben sikerorientált előadó nemzedék uralta a slágerlistákat. Olivia a Soul Kiss albummal megpróbált alkalmazkodni az új korszak elvárásaihoz, de minden igyekezete ellenére lemezei folyamatosan lejjebb estek a Tiffany és Debbie Gibbson tinisztárok valamint Madonna uralta slágerlistákon.
Énekesi karrierjének viszonylagos hanyatlása ellenére Olivia népszerűsége semmit sem változott. Továbbra is fontos szereplője maradt a művészvilágnak, folyamatosan látható volt tévéműsorokban, feltűnt magazinokban és újságcikkekben, de egyre nagyobb szerepet vállalt a közéletben is. Sztárallűröktől mentes, kedves, közvetlen és mélyen érző személyisége, ember és állatszeretete általános tiszteletet és megbecsülést eredményezett számára. Botrányoktól mentes magánéletét kitöltötte a család, az anyaság és szeretett állatai, a malibui ranch udvara továbbra is lovak, befogadott kutyák és macskák otthona maradt.
1990-ben környezetvédő tevékenységéért elnyerte az Egyesült Nemzetek jószolgálati nagykövete tisztet.
Anyagi hátterét ekkoriban főleg az egyre jobb eredményeket felmutató és gyors ütemben terjeszkedő Koala Blue hálózat biztosította, melynek vezetéséért jelölték a Celebrity Businesswoman of the Year-díjra. Szintén 1990-ben hét év kihagyás után újra kamerák elé állt és eljátszotta a Walt Disney stúdió Karácsonyi meglepetés (A Mom for Christmas) című karácsonyi családi filmjének női főszerepét, melyben egy félárvaságra jutott kislány és a boldogtalanság elől munkába menekülő édesapja karácsonyát tette szebbé, mint nagyon szokatlan és egyedi „karácsonyi ajándék”. Ezzel a mesés-misztikus karácsonyi filmmel a Grease után először, ismét kivívta a nézők és a kritikusok elismerését.
Egy jelenetben feltűnt Madonna 1991-es In Bed with Madonna című filmjében.

### 1991–1995, családi tragédiák, üzleti csőd, betegség és válás, a legnehezebb évek
Egyszerre csak minden összeomlott. Minden, ami számomra kedves volt, amit a létezésem értelmének éreztem, kezdett darabokra hullani ... csak bumm, bumm, bumm, mélyütések minden irányból.

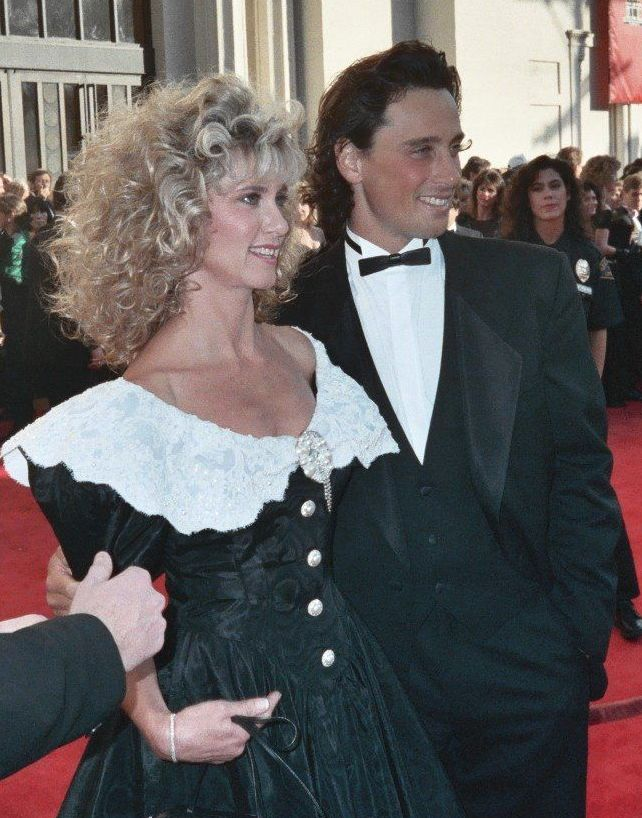
Newton-John és férje az 1989-es Oscar-gálán

1991-ben Olivia saját gyermekeként szeretett keresztlánya, saját lányának legjobb kis barátnője Colette, egy ritka, akkoriban még szinte gyógyíthatatlan és több hónapig tartó gyötrelmes betegség (Wilms-tumor) után ötéves korában meghalt. Még ugyanabban az évben Colette szüleivel közösen egy azóta is folyamatosan fejlődő alapítványt hoztak létre a gyermekkori rákok és a környezetszennyezés közötti kapcsolat vizsgálatára (mai nevén Children's Health Environmental Coalition, CHEC). Szintén ekkoriban, 17 éves korában elpusztult legkedvesebb kutyája, az Amerikába érkezésekor kölyökként kapott ír szetter, Jackson.
Olivia üzlethálózata, a Koala Blue 1991 nyarára eljutott fejlődése csúcspontjára, már több kontinensen több tucat üzletet működtetett jórészt franchise alapon. 1991 végére azonban az akkor kezdődött gazdasági visszaesés, a cég túlterjeszkedése és az abból adódó szállítási pontatlanságok miatt hirtelen fordulat következett be és a hálózat néhány hónap alatt összeomlott. A cég ellen 1992 elején hivatalosan is csődeljárást kezdeményeztek, a pénzüket vesztett franchise üzlettulajdonosok pedig évekig húzódó kárpótlási pereket indítottak a cég tulajdonosai, Olivia és Pat ellen, a cég nagy összegű bankkölcsönét is vissza kellett fizetni.
Az önmagát ekkoriban már elsősorban családanyának és üzletasszonynak tartó és az énekléstől már három éve félig-meddig visszavonult Olivia a bevételek elapadása miatt megpróbált újra visszatérni a zenei világba. 1991 végére elkészítette első albumának húszéves évfordulójára már régebb óta tervezett Back to Basics: The Essential Collection című válogatáslemezét, melyet szerte a világban tévéfellépésekben reklámozott, többek között Ausztráliában, Olaszországban és Hollandiában is járt. A lemezre régebbi sikerei mellett négy új dal is került, ezek az éteries hangzású „Not Gonna Be the One”, a Giorgio Moroder által jegyzett ritmusos „I Need Love”, a lassú ritmusú „I Wanna Be Wanted” és „Deeper than a River”.
1992 tavaszán Olivia műsorvezetőként részt vett a monacoi World Music Awards díjkiosztó gálán, ahol új, I Need Love című számát elő is adta. Régi sikerei mellett új számait is bemutató, 8 hetes, 16 várost érintő koncertkörutat tervezett augusztusi Las Vegas-i kezdettel.
Nyár elejére azonban újabb súlyos gondok adódtak, kiderült hónapok óta tartó fáradtsága és levertsége oka, mellrákban szenved és azonnali műtétre van szüksége. Olivia hetekkel korábban egy apró csomót fedezett fel egyik mellében, ezután több vizsgálatot is elvégeztek, többek között mammográfiát, tűbiopsziát, mind negatív volt. Végül saját kérésére, biztonság kedvéért egy sebészeti biopszia is készült, aminek az eredményére egy ideig várni kellett. Ezalatt hazament Ausztráliába meglátogatni édesapját, aki ekkor már nagyon beteg volt, de betegsége súlyosságát gyerekei elől eltitkolta. A július negyedikei ünnep alkalmával Olivia férjével és a Farrar családdal egy hosszú hétvégére elutazott San Juan Archipelago szigetére, Seattle környékére. Az utazás első napján, július 3-án Olivia férje, Matt, két telefonüzenetet kapott. Az első üzenetben közölték, hogy Olivia édesapja hosszas rákbetegség következtében meghalt, ezt az üzenetet átadta, a másodikat, mely szerint a vizsgálat eredménye rossz lett és az onkológus azonnal látni kívánja Oliviát, hétfőig nem mondta el. A következő hét már újabb orvosi vizsgálatokkal telt el. A koncertkörutat, amelyre a jegyek amúgy sem a várt mértékben fogytak, le kellett mondani.
Tizenegy nappal a diagnózis után került sor az operációra. Mire édesapját temették, Olivia a kórházban már túl volt a műtéten, amit azonnali plasztikai rekonstrukció követett. A műtétet követő első éjszakán a kórházi szobájában írta meg „Why Me” (Miért én?) című dalát, mely az 1994-es Gaia: One Woman’s Journey című albumon található. A Back to Basics lemez közvetlenül betegsége előtt jelent meg és noha Angliában és Ausztráliában igen jól szerepelt, a legfőbb piacnak számító Amerikában közönyös fogadtatásban részesült és csak a 121. helyezést érte el. Ezután kiadója, a Geffen Records felbontotta vele a szerződését. Kritikusi vélemények szerint a lemez sikertelenségének fő oka a reklámozó koncertkörút elmaradásán felül az volt, hogy címével (Back to Basics – Vissza az alapokhoz) ellentétben nem tartalmazott egyetlen számot sem Olivia legkorábbi, 1971 előtti időszakából.

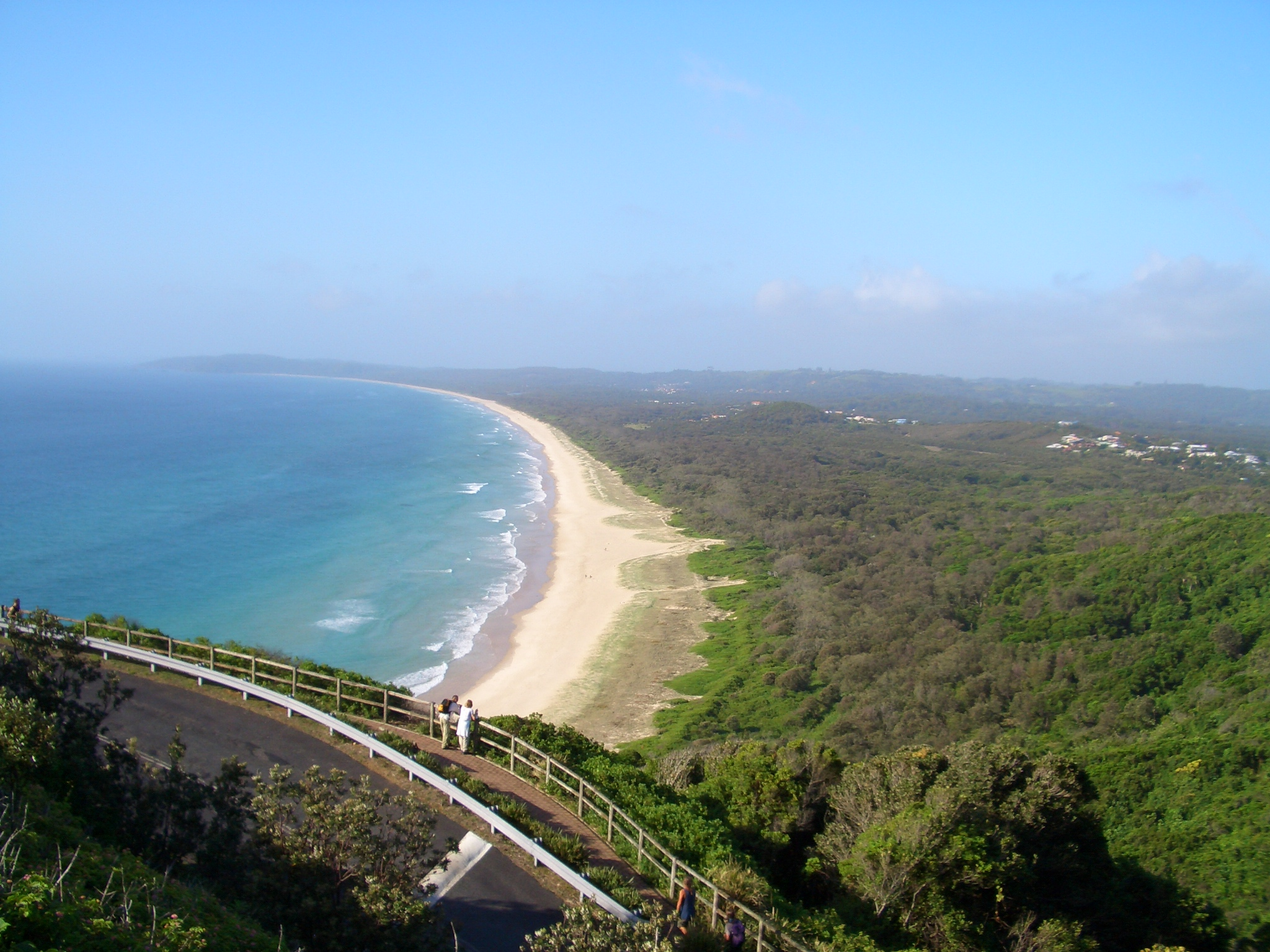
Byron Bay, Új-Dél-Wales, Ausztrália, Olivia avokádó farmja és wellness centruma közelében

Az operációt nyolc hónapon keresztül három hetente kapott kemoterápia követte, letelte után férjével és lányával hosszabb időre az ausztráliai Byron Bay közelében fekvő avokádó és cukoralma termesztő farmján lévő kis házba vonult vissza felépülni, ezalatt férje állandó szereplőként rész vett a Baywatch ausztrál megfelelőjének szánt rövid életű Paradise Beach című tévésorozatban. Közvetlenül az erdő szélén, a hegyoldalban álló, ekkor már eladás alatt álló házuk kis híján leégett a nagy malibui tűzvész során 1993 szeptemberében. Noha ekkoriban szóba került a tartós Ausztráliába település is, végül Olivia visszaköltözött Malibuba, ahol ekkoriban készült el a család néhány éve tervezett, közvetlenül a vízparton álló, különleges mértékben környezetbarát háza.
A betegsége után mélyen spirituális új életszemléletre tért Olivia 1994-ben megjelentette Gaia: One Woman’s Journey című, csak saját szerzeményeit tartalmazó talán legjobb lemezét, hitvallását életről, halálról, betegségről, hitről, reményről. A megszületésének körülményei ellenére pozitív hangulatú album Ausztráliában nagy siker volt, de a világ más tájain csak kisebb, jórészt független kiadók terjesztették, ezért szélesebb körben nem vált ismertté.
Szintén 1994-ben társszerzőként megjelentette A Pig Tale (Egy malac mese) című mesekönyvét, környezetszennyezés és környezetvédelem témával.
1994. decemberben került bemutatásra hetedik filmje, Karácsonyi románc címmel, egy érzelmes és pozitív kicsengésű karácsonyi történet, melyben főszereplőként egy banki tartozás miatt kilakoltatásra váró megözvegyült és munkanélkülivé vált kisgyermekes anyukát alakít. A filmbéli egyik lányát saját lánya, az akkor 8 éves Chloé Lattanzi alakította. A film egyik emlékezetes mondata és mottója: „Nem tudjuk megakadályozni, hogy rossz dolgok történjenek, de történnek jók is, amik kissé megkönnyítik a rossz elviselését”. A Kanadában, egy mindentől távol eső házban, nehéz körülmények között húsz nap alatt leforgatott filmnek nagyon jó volt a fogadtatása a kritikusok és a nézők részéről egyaránt. Olivia következő szereplése a Snowy River: The McGregor Saga című ausztrál tévésorozat három részében volt.

### 1995–2000, az újrakezdéstől a sydney-i olimpia megnyitó ünnepségéig
Nem tudjuk megakadályozni, hogy rossz dolgok történjenek az életben, de történnek jók is, amik kissé megkönnyítik a rossz elviselését.
Olivia páratlan gyorsasággal felépült betegségéből, de az előző évek eseményei férjét, Matt Lattanzit túlzottan megviselték, súlyos depresszióba esett. Házasságuk lassan megromlott, megmentésére még párkapcsolati tanácsadóhoz is jártak, de végül férje kívánságára 1995-ben békésen és barátilag különváltak, majd egy évvel később, 1996 decemberében hivatalosan is elváltak. A kevés jó közé tartozik, hogy Olivia állapotában nem történt visszaesés és végleg gyógyulttá nyilvánították, valamint az évekig húzódó pereskedések bár felemésztették a Koala Blue cég teljes tőkéjét, de Olivia nagy veszélyben lévő magánvagyona megmenekült a lefoglalás alól.
Volt férje, Matt Lattanzi néhány kisebb filmes és televíziós szerepre korlátozódó karrierje 1993 után megszakadt. Válása után három évvel feleségül vette a mindkettejük által már évek óta ismert, a környéken lakó, alkalmilag még a gyermekükre is vigyázó hölgyet, majd 2007 elején, több mint tíz év kapcsolat után, felesége kezdeményezésére elváltak. Újabb válása után egy ideig egy minden közművet és komfortot nélkülöző indián sátorban lakott Olivia malibui házától nem messze, csak azért, hogy lányához közel lehessen. A nyilvánosságtól visszavonult, életéről egyéb hitelt érdemlő információ nincs.
Az előző évek nehézségei, családi tragédiák, üzleti csőd, betegség, a sikertelen Back to Basics lemez, az azt követő szerződésbontás, majd a válás után a következő időszak egyfajta útkeresésnek volt nevezhető Olivia számára. Életét elsősorban gyermeke nevelésének szentelte. 1995-ben mindössze egy albumon szerepelt, ez a Songs from Heathcliff című Cliff Richard musical volt, melyben öt duettet énekelt Cliffel. A musical Emily Brontë Üvöltő szelek című regénye alapján készült.
Novemberben szintén a régi barát, Cliff Richard társaságában szerepelt a londoni Royal Variety Show-ban, ahol a Had To Be című számot énekelte, mely CD-kislemezen is megjelent, a 22. helyezésig jutott a brit slágerlistán. Szintén ebben az évben szerepelt a Human/Nature című természetfilm sorozatban, mely később videókazettán is megjelent. Egy kisebb, de fontos szerepet kapott a Grease-ből ismert Randal Kleiser AIDS témájú filmdrámájában, a Búcsúmulatság (It's My Party) című filmben, mely egy életét egy hatalmas bulival befejezni kívánó, végstádiumos AIDS beteg fiatalember utolsó napjainak a története.
A következő két év viszonylag csendesen telt el. Több tévéműsorban szerepelt, 1996 végén TV Shop műsorokban adott szépségmegőrzési tanácsokat. 1997-ben egy country albumra leszerződött az MCA-Nashville kiadóhoz, a Raybon Brothers country albumán a „Falling” című duettet énekelte.
1998-ban újra megélénkültek a dolgok Olivia körül. Február és március hónapban hosszabb ausztráliai koncertkörútra indult a pályafutásának negyvenedik évfordulóját ünneplő Cliff Richarddal, a koncertsorozat címe Cliff Richard 40th Anniversary Tour 1998 volt, a zenei kíséretet az Australian Philharmonic Orchestra adta. Ebből az alkalomból Olivia – The Singles, Australasian Tour Souvenir címmel, duplalemezes bővített változatban újra kiadták Olivia Back to Basics: The Essential Collection című válogatáslemezét. Májusban, négy év után új önálló album jelent meg, a country stílusú „Back with a Heart”. Az album Love Is A Gift című daláért Daytime Emmy díjat kapott, utolsó száma Olivia legnagyobb sikere, az 1974-es „I Honestly Love You” új, az eredeti változattól jelentősen eltérő, érett, mély érzésű felvétele.
Nyáron tartották a Grease 20. évfordulós világbemutatóját, a film ekkor került először Magyarországon bemutatásra. Október és december között The Main Event címmel nagyszabású ausztráliai koncertsorozat következett Olivia, az ausztrál rockzene egyik legnagyobb egyénisége, John Farnham, a tenor operaénekes Anthony Warlow és szimfonikus zenekar közreműködésével. A háromórás koncertekből álló nagy sikerű sorozat november 1-jei melbourne-i előadásáról videófelvétel és Highlights from The Main Event címmel CD lemez is készült. Az album Ausztráliában első helyezésig jutott. 2001-ben a lemezt három számmal bővítve újra kiadták korlátozott példányszámban. A karácsonyi szezonra került tévéadásba a Mannheim Steamroller korcsolyatársulat látványos karácsonyi meséje, a Christmas Angel. A látványos előadás kerettörténetének szereplője és egyben a történet mesélője Olivia. A filmbéli gyermekek egyike saját lánya, Chloé. A műsort annak idején magyar tévécsatornán is leadták.
Olivia magánéletében az elkövetkező években az ekkoriban, egy reklámfilm forgatásán megismert Patrick McDermott nevű, világosítással és elektromos berendezésekkel foglalkozó filmes szakember játszotta a főszerepet. A félig amerikai, félig koreai származású Patrick nem sokkal korábban vált el, egyetlen fia az édesanyjával élt akkoriban. Munkájuk és életmódjuk különbözősége miatt laza, de mély érzelmi kötődésen alapuló sokéves kapcsolatuk részleteiről keveset lehet tudni.
1999 elején Olivia kisebb koncertkörúton vett részt Greatest Hits Tour 1999 címmel, többek között Las Vegas és Biloxi helyszínekkel. A körút nagy sikerére alapozva június közepe és szeptember eleje között harminc előadásból álló turné következett, One Woman's Journey Tour címmel. A körúton John Farnham zenekara kísérte Oliviát. Az augusztus 26-án és 27-én Atlantic City-ben tartott koncertek alapján készült a One Woman’s Live Journey koncertalbum, mely egy évvel később Ausztráliában, 2002-ben az USA-ban került kiadásra CD és DVD-Audio változatban. Az év folyamán jótékonysági tevékenységéért kitüntetést kapott az Amerikai Vöröskereszttől és a Cedar-Sinai kórháztól.
Az év végén Olivia ismét filmkamerák elé lépett. Del Shores független filmes keserű humorú Rongy élet című filmjében egy Bitsy-Mae Harling nevű, leszbikus, tetovált, állandóan rágózó, börtönviselt countryénekesnőt alakított, a szerep kedvéért a forgatás idejére rövidre vágatta haját. A film zeneanyagát tartalmazó albumon dalok mellett filmbéli párbeszédek is hallhatók, Olivia nyolc számot énekel a lemezen.
2000 februárjában egy különleges megtiszteltetésnek számító előadás következett. Egy jótékonysági koncert keretén belül II. János Pál pápa személyesen fogadta. Olivia a „Somewhere Over the Rainbow” című dalt énekelte el számára. Április és május hónapban a tizennégy előadásból álló Millennium Tour 2000 következett. A május 20-án Thousand Oaks-ban tartott koncert sok szempontból különleges volt. Erre az alkalomra Ausztráliából a koncertre utazott Olivia idős édesanyja, Rona huga, Pat Carroll barátnője és John Farrar barátja. Az est különleges vendége Cliff Richard volt. Tavasz és nyár folyamán Olivia több jótékonysági előadást tartott a gyermekrák elleni alapítvány (CHEC) javára. Augusztusban rövid hongkongi és koreai koncertkörútra utazott. Szeptember 11-én Ausztráliában megjelent az előző évben felvett One Woman’s Live Journey koncertalbum.
Szeptember 14-én a sydney-i 2000. évi nyári olimpiai játékok megnyitójának előestéjén Olivia részt vett az olimpiai lángot Sydney-be eljuttató staféta utolsó, városi szakaszán. A lángot Andrea Bocelli operaénekestől vette át Sydney utcáin, majd azt Pat Rafter teniszezőnek adta át. Másnap este a sydney-i olimpia megnyitóján John Farnham társaságában 110 000 jelenlévő és négymilliárd tévénéző előtt énekelte a „Dare to Dream” című dalt, ezzel 52 éves korában ismét feljutott pályája csúcsára.
A 2000. év karácsonyi szezonjára jelent meg Olivia első karácsonyi lemeze, a ’Tis The Season, melyet azóta több is követett. A klasszikus karácsonyi könnyűzenei lemezek stílusában készült albumon Olivia mellett Vince Gill, népszerű Grammy-díjas kanadai énekes, a The Bradford Singers énekegyüttes és a világhírű Londoni Szimfonikus Zenekar működött közre. Az ismert karácsonyi dalokat tartalmazó hangulatos albumon Olivia hat számban énekel. Külön kiemelendő az „Ave Maria”, a „What Child Is This?” mely a „Greensleeves” című, legrégebbi ismert angol nyelvű dal karácsonyi változata és az „O Holy Night”. Mindhárom dalt nehézségük miatt főleg operaénekesektől hallhattuk korábban.
Olivia a számára igen sikeres 2000. évet a december 24-én tartott gyertyagyújtóünnepen való részvétellel zárta a melbourne-i Sidney Myers Music Bowl hangversenyteremben.

### 2001–2005, a második karrier békés évei
Ha valaki a Grease idejében azt mondja, egyszer majd egy csöndes üdülő-parkot fogok nyitni, hát azt gondoltam volna, bolond az illető.
A 2001-es év eleje pihenéssel kezdődött Olivia számára, majd áprilisban megkezdték a Lányok a szomszédból című tévéfilm felvételeit, melynek főszereplője Olivia és akkor 15 éves lánya, Chloé volt. A filmet novemberben mutatták be. Júniusban ismét néhány The Main Event est következett, szintén John Farnham és Anthony Warlow közreműködésével. A koncertek alkalmával került kiadásra a Highlights from The Main Event CD három számmal kibővített új változata.
2001. augusztus és szeptember hónapokban volt Olivia első nagylemezének harmincadik évfordulója alkalmából tartott, 28 előadásból álló 30 Musical Years Tour 2001 koncertkörút. Az ősz folyamán két lemez jelent meg, a Magic című válogatásalbum, valamint Olivia második, de egyben első teljesen önálló karácsonyi lemeze, The Christmas Collection címmel.
Az év végétől Olivia és lánya fél évre Ausztráliába utazott, ahol Olivia környezetvédelemmel foglalkozott, közben tíz évvel a csőd után Pat barátnőjével újraindította a Koala Blue márkát. A cég új profilja minőségi ausztrál borok, ásványvíz, desszertek gyártása és forgalmazása Koala Blue márkanéven. 2002 folyamán egy album jelent meg, a novemberben kiadott (2) című album, főként nálunk kevésbé ismert ausztrál előadók és Olivia duettjeivel. Az album Ausztráliában az 5. helyezést érte el, platinalemez lett.
Ebben az évben alakult ki Ausztrália legmodernebb, a nyugati, keleti, tradicionális és alternatív orvoslás összes lehetséges vívmányát a legmagasabb szinten felhasználó rákgyógyászati központja építésének a gondolata, majd megkezdődött az évekig tartó pénzgyüjtés az Olivia Newton-John Cancer and Wellness Centre Appeal létrehozásához. Az orvosi központot Melbourne északi külvárosában, az austini kórház területén kívánták felépíteni.
Az előző időszak hosszú kihagyásai után a következő években Olivia folyamatosan tartotta a hosszabb-rövidebb koncertkörutakat. 2002 őszén kezdődött az összesen 174 koncertből álló, több mint két évig tartó Heartstrings sorozat, melynek első része a 2002 szeptembertől október elejéig tartott, 23 előadásból álló Heartstrings Tour 2002 volt. Olivia 2002-ben elnyerte a legmagasabb ausztrál zenei elismerést, beiktatták az ARIA Hall of Fame (Ausztrál Zenészek Dicsőségcsarnoka) tagjai közé.
2003 elején két rövid Heartstrings túra következett, már kisebb zenekar közreműködésével. Az április 4-n tartott tokiói koncert alapján DVD is készült A Million Lights Are Dancing címmel. Tavasszal indult a több mint hatvan koncertből álló Heartstrings Tour May – Nov 2003.
A körutat nyár közepén egy szomorú családi esemény miatt félbe kellett szakítani. Melbourne-ben élő édesanyja, Irene egészségi állapota hirtelen rosszabbra fordult, majd 89 éves korában meghalt. Utolsó napjait Olivia még mellette tudta tölteni. Tíz nappal később, miközben Irene néhány emléktárgyát kocsival vitték a Byron Bay melletti farmra, felfigyeltek a út mentén egy eladó birtokot hirdető táblára. A kb. 2 hektáros birtok egy különlegesen szép helyen fekvő, bezárt, pusztulásnak indult egykori üdülőtelep volt Byron Bay-tól 20 kilométerre a dombok között. A mélyen spirituális Olivia úgy érezte édesanyja vezérelte arra a helyre. Ő és a család közeli barátja ketten megvették a birtokot, melyen hamarosan megkezdődött a Gaia Retreat & Spa wellness-üdülőhely felépítése.
2003 szeptemberében megjelent a Grease 25. évfordulójára kiadott duplalemezes album, a Grease: 25th Anniversary (Deluxe Edition), a második lemezen a film addig meg nem jelent zenei részleteivel és remixekkel. Ősszel folytatódott a nyáron félbemaradt túra, majd a november 21-ei utolsó előadással befejeződött a Heartstrings sorozat.
2004 februárjában egy rövidebb, kilenc koncertből álló túra következett, már hagyományos kisebb zenekar közreműködésével, majd augusztus és november között ismét egy 37 koncertből álló körútra indult Olivia.
Októberben Ausztráliában bemutatásra került az új Indigo: Women of Song című album, melyen Olivia a pályafutására nagy hatást gyakorolt női előadók egy-egy számát énekli. Címét részint a felvételi stúdiójáról, a malibui Indigo Ranch Recording Studio-ról, részint az indigó szín spirituális jelentéséről kapta. Az album, melyet Olivia édesanyja emlékére alkotott, Ausztráliában a 15. helyezésig jutott. Két évvel Franciaországbéli megjelenése után októberben Angliában is kiadták a The Definitive Collection válogatáslemezt, mely 11. lett.
Decemberben hosszabb idő után újra Cliff Richard társaságában lépett fel a Royal Variety Performance előadáson.
A mellrák elleni küzdelem jegyében ebben az évben került bemutatásra a könnyebb házi felismerést szolgáló, Olivia nevével fémjelzett LivKit.
2005. áprílisban nyolc koncertből álló rövid túra következett. Angliában is megjelent és 27. helyezésig jutott az Indigo című album. Szintén ebben az évben hosszú várakozás után két DVD lemezen megjelent a Video Gold Vol.1 & Vol.2, az eddigi legteljesebb videóklip válogatás, majd Olivia elkészítette következő albumát Stronger Than Before címmel, melynek szeptemberi bemutatója után újabb koncertsorozat volt betervezve. Olivia júniusban elutazott Ausztráliába, ahol az utolsó simításokat végezték a Gaia Retreat & Spa üdülőn, a közelgő megnyitóra készültek. Olivia karrierje hét év óta folyamatosan felfelé ívelt, ám ekkor ismételten meg kellett élnie az élet mélységeit.

### 2005–2006, Patrick McDermott eltűnése és az azt követő nehéz év
Negyvenöt éve itt dolgozom, de ezalatt még soha senki nem esett ki hajóból.
2005. június 30-án este tíz órakor Patrick McDermott, Olivia barátja és társa már nyolcadik éve, 24 órás szervezett, csoportos horgásztúrára indult a Freedom nevű jachton. A hajón 22 utas tartózkodott, fejenként 105 dollárt fizettek az egynapos túráért. Patrick már többször vett részt ezeken az utakon, de most először fia nélkül. A hajóra bizonyosan felszállt, beszélgetett a többi utassal, de senki sem látta, hogy a hajóról másnap leszállt volna. Soha többé senki nem látta.
Olivia hetekre Ausztráliába utazott a Gaia Retreat & Spa utolsó munkálataira majd megnyitójára. Laza kapcsolatuk miatt máskor is előfordult, hogy néhány hétig nem találkoztak egymással. Volt felesége egy hét múlva vette észre, hogy Patrick nem jelentkezik a tartásdíjjal, lakásán sem lehet megtalálni. Autóját megtalálták a rakparttól pár száz méterre, de eltűnésének körülményeit nem sikerült kideríteni.
A vizsgálat kiderítette, hogy Patrick kisebb filmes üzleti vállalkozása csődbe jutott, komoly adósságai voltak, fia tartásdíjával is tartozott. Tartozásai Olivia anyagi helyzetéhez képest ugyan eltörpültek, de gondjairól nem szólt. Tanúvallomások szerint inni kezdett, kapcsolata Oliviával megromlott, aki pár hetes ausztráliai tartózkodását egyfajta gyógyító különválásnak értékelte. A horgásztúra előtt nem sokkal jelentősen megemeltette életbiztosítása értékét, az utazás előtt egy csokor virágot vitt Olivia házához és elköszönt a személyzettől, akik azonban ezt nem találták gyanúsnak.
A vizsgálatot minden konkrét eredmény nélkül zárták le. Patrick McDermott feltehetően a vízbe esett utazás alatt, feltételezhető a baleset, az öngyilkosság, de a megrendezett eltűnés sem zárható ki. Patrick fia megkapta a felemelt életbiztosítási összeget. Később egy televíziós csatorna ismert eltűnt emberekkel foglalkozó műsora megbízott egy magánnyomozó céget Patrick felkutatásával.
Az évek során különféle híresztelések kaptak lábra, miszerint többen látni vélték Mexikó egy kis halászfalujában, mások óceánjáró luxushajó személyzetének tagjaként vélték felismerni. 2010 során levél érkezett egy újsághoz, melyben közölték, Patrick jól van, új életet kezdett Mexikóban, továbbá kérték a további nyomozások megszüntetését. Hiteles bizonyíték azonban továbbra sincs Patrick McDermott életben létéről.
Olivia az elkövetkező időszakban lélekben teljesen összetört. Édesanyja halála után a második számára kedves embert veszítette el két éven belül. Életében először szakemberhez kellett fordulnia, néhány hónapig antidepresszáns gyógyszert kellett szednie, majd megpróbált talpra állni. Patrick eltűnése után néhány nappal került sor a Gaia Retreat & Spa átadására. A lehető legegyszerűbb, természetközeli fa bungalókban való elhelyezést a lehető legmagasabb szintű szolgáltatásokkal, különleges minőségű egészségbarát konyhával ötvöző, egyidejűleg mindössze kb. harminc személyt fogadni képes Gaia hamarosan felkerült Ausztrália legjobb és legelismertebb wellness helyei közé. Néhány héttel Patrick eltűnése után jelent meg a Stronger Than Before album, majd a mindig kötelességtudó Olivia ősszel végigcsinálta az eltervezett másfél hónapos koncertsorozatot.
Az élet nehézségeit némileg kárpótolandó a következő évben Olivia életműdíjat és Order of Australia kitüntetést kapott zenei és jótékonysági tevékenysége elismeréseképpen. A leendő rákgyógyászati központ számlájára már ötvenmillió dollárt sikerült összegyűjteni. Márciusban egy rövid japán túra, majd négy, szimfonikus zenekar közreműködésével tartott koncert következett a világhírű Sydney-i Operaházban. Az előadások alapján Olivia Newton-John: Live at the Sydney Opera House címmel DVD lemez, Olivia's Live Hits címmel CD lemez készült, melyeket 2008 elején adták ki. 2006 őszén jelent meg a Grace and Gratitude című relaxáló jellegű New Age album, melyet 39 koncertből álló utazáson mutatott be a közönségnek.

### 2007-től,John Easterlingés a második házasság
Megtaláltam a lelki társamat, azzal foglalkozom, amit szeretek. Az élet csodálatos.

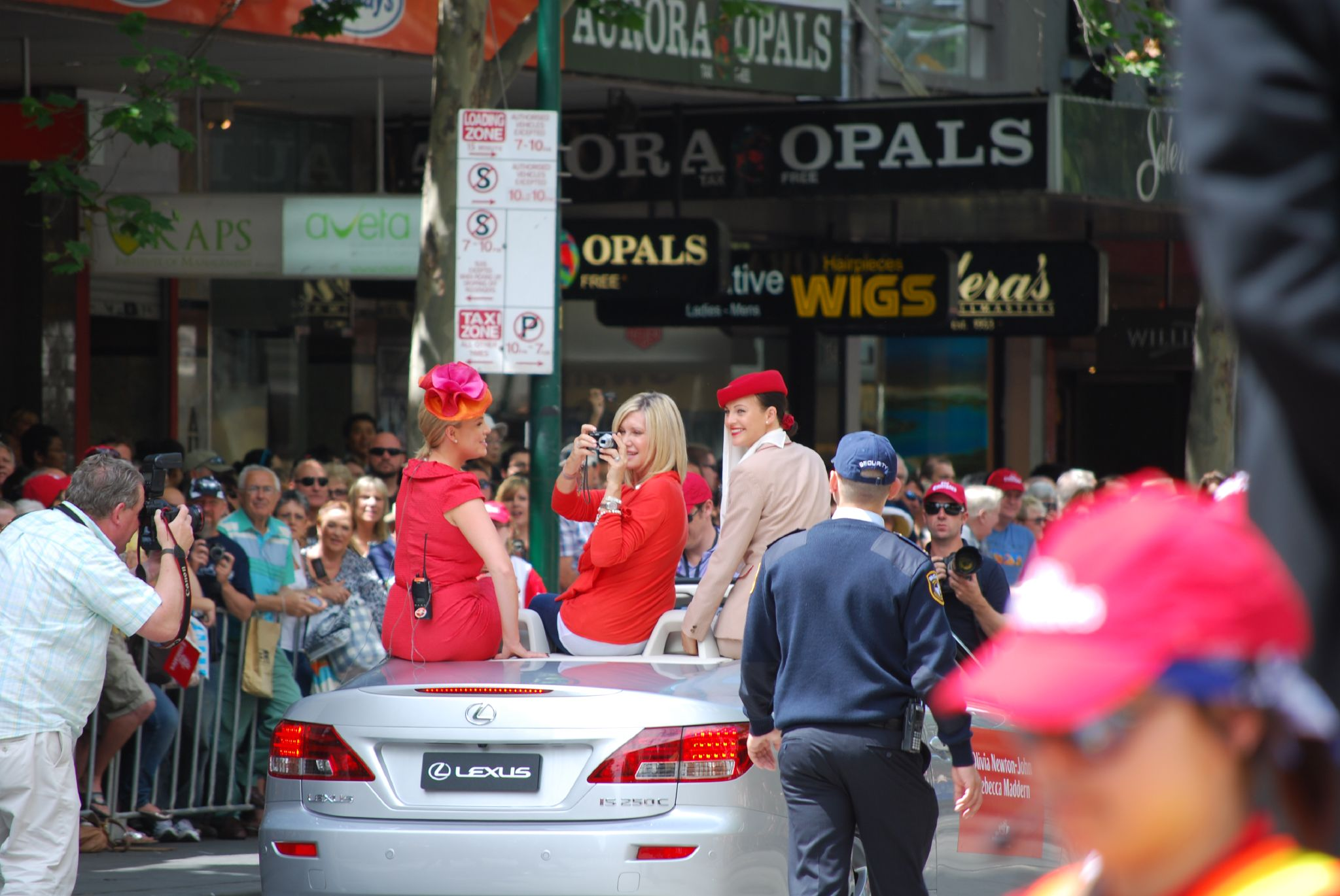
Olivia 2009-ben, Melbourne-ben

2007 nyarán a New York-i Helen Hayes színházban tartották a moziban csak mérsékelten sikeres Xanadu színpadi változatának díszbemutatóját. Az előadásra, mint az egykori mozifilm főszereplője, Olivia is hivatalos volt, ahol egy bizonyos John Easterling nevű magas, barna férfi társaságában jelent meg. John Easterling, népszerű nevén (Indiana Jones után) Amazon John fiatalabb éveiben kalandor, afféle kincskereső volt. Kedvelt helyein, az Amazonas vidékén, Peru őserdeiben számtalanszor járt. Egy alkalommal egy mindentől távoli helyen lebetegedett, egy helyi törzs varázslójának gyógyfüvei mentették meg. Ezután kezdett komolyabban foglalkozni az őserdő ismeretlen gyógynövényeivel, majd ezek termelésére, forgalmazására Amazon Herb Company névvel céget alapított. A természet- és állatvédelem elkötelezett híve, úgy tartják, gyógynövény ültetvényei nem természetpusztítás által jönnek létre, helyi munkásai számára tisztes és méltó bért fizet, a cég jövedelmének egy részét az esőerdők pusztításának megakadályozására és az indián kultúrák fennmaradásának segítésére fordítja. .
Olivia és John ismeretsége tízéves múltra tekintett vissza, világról alkotott nézetük és értékrendjük hasonló volt, közeli ismerősi, baráti viszonyt tartottak fenn. Személyes kapcsolat nem volt közöttük, míg John, az élete nehéz időszakában lévő Oliviát egy alkalommal meg nem hívta egy néhány napos dzsungelbéli utazásra, ahol közeli viszonyba kerültek egymással. Egy évvel később, 2008. június 21-én Peruban indián szertartás szerint titokban egybekeltek, majd két héttel később polgári szertartáson is megerősítették esküvőjüket. Olivia hamarosan eladta házát, melyet pár évvel azelőtt vett Charles Bronson özvegyétől, majd több mint harminc év malibui tartózkodás után férjével a floridai Jupiter Inlet Colony-ba költöztek. Az azóta eltelt időben folyamatosan együtt járják a világot. Kölcsönösen elkísérik egymást üzleti termékbemutatókra, kisebb koncertkörutakra, környezetvédő akciókra, rákellenes kampányokra.
Olivia ezekben az években is folytatta művészeti és rákellenes munkáját. 2007 karácsonyára jelent meg Christmas Wish című karácsonyi album, mely a következő két karácsonykor újra megjelent, bővített zeneanyaggal. 2008 tavaszán több más művésszel három hét alatt 228 kilométeres sétán vett részt a kínai nagy fal tetején, a séta célja egyrészt adománygyűjtés a rákkezelő központ felépítésére, másrészt a betegek számára a felgyógyulás lehetőségének jelképes bizonyítása. A séta kapcsán jelent meg az A Celebration in Song című duett album, melyen minden számot más vendégművésszel énekel Olivia. Az album teljes nyereségét a rákkezelő központ felépítésére fordították. 2008 második felében újra eljátszotta Bitsy-Mae Harling szerepét a Sordid Lives: The Series tévésorozatban, mely anyagi gondok miatt egy évadot élt meg. A sorozat zeneanyaga hat Olivia dallal, letölthető formában jelent meg. Karácsonyra egy nagy sikerű különleges lemez jelent meg, Christmas Duets címmel. A régen meghalt Elvis Presley-vel utólagosan készített duetteket énekelnek ismert női country énekesek, az egyik szám egy Elvis és Olivia duett.
2009. március 14-én Olivia és Barry Gibb zárta az ausztráliai áradások és bozóttüzek károsultjainak megsegítésére tartott Sound Relief Sydney-i koncertet.

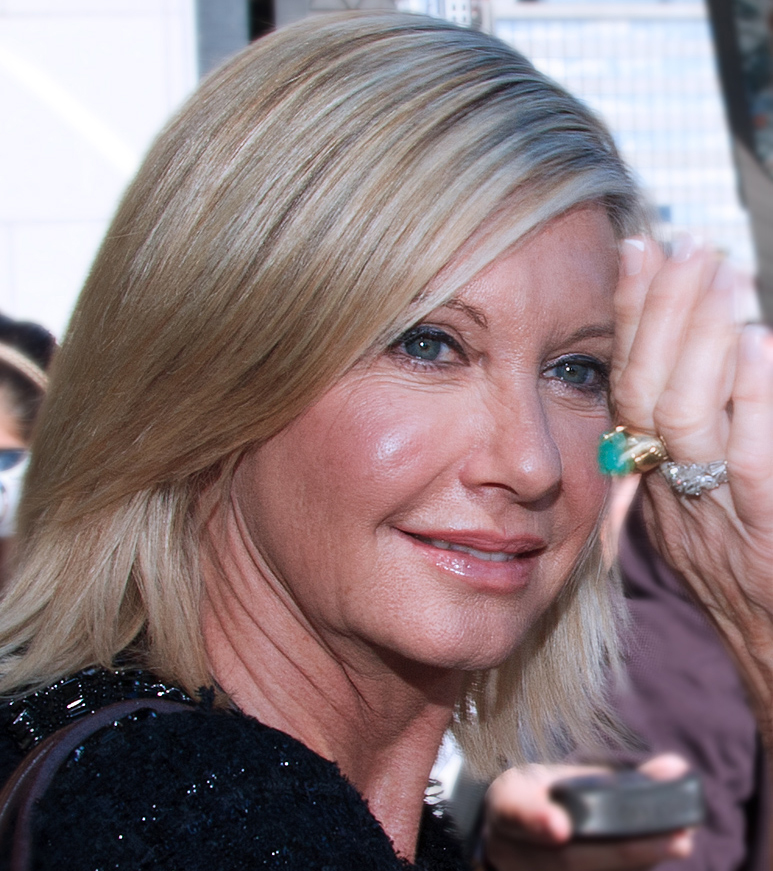
2010. szeptember 9., Olivia a Torontói Nemzetközi Filmfesztiválon

2010. február elején Olivia újabb rekordot ért el. A Billboard ötvenéves fennállása tiszteletére összeállították minden idő legszexibb dalainak a listáját. Az első helyezett Olivia 1981-es, már akkor is több rekordot megdöntő száma, a Physical volt.
Májusban került első adásba a Glee – Sztárok leszünk! tévésorozat epizódja, melyben Olivia és Jane Lynch elénekelte és egy humoros klip keretén belül újra eljátszotta a „Physical” című 1981-es dalt, mely május 22-ére a 89. helyezésig jutott a Billboard Hot 100 listán.
Július 7-én a Los Angelesi Hollywood Bowl arénában ünnepi külsőségek közepette, 18000 néző előtt tartották a Grease digitálisan felújított és együtténeklés céljából rendkívül mutatós karaoke felirattal ellátott változatának díszbemutatóját.
Szeptember 9-én a Torontói Nemzetközi Filmfesztiválon volt a Kanadában készült Score: A Hockey Musical című zenés film díszbemutatója, melyben a 17 éves jégkorongozó főhős édesanyját alakítja. Szintén ezzel a filmmel nyitották meg szeptember 15-én a 30th Atlantic Film Festival-t a kanadai Halifax városában.
Szeptember közepén jelent meg a néhány évvel ezelőtt kiadott Grace and Gratitude album teljesen megújított változata, a Grace and Gratitude Renewed. A teljesen átdolgozott, kibővített, részben újra felvett énekkel, új hangszereléssel, új borítóval kiadott lemezen három újabb közreműködő művész is szerepel. A lemez két héttel a megjelenése után a 2. helyezésig jutott a Billboard New Age listán.
Szeptember 24-én jelent meg az Olivia negyvenedik évfordulójára kiadott Olivia's Box: 40th Anniversary Collectors Editon díszdoboz, mely Olivia tíz legnépszerűbb albumát, valamint a Grease filmzenét tartalmazza. A Japánban, erősen korlátozott példányszámban kiadott gyűjtemény különleges minőségű SHM-CD lemezeken jelent meg. A díszdoboz tartalmaz továbbá két DVD lemezt is, Olivia korai, ritkaságnak minősülő televíziós felvételeivel.
Szeptember 30-án tartották a világ sok városában a mellrák ellenes küzdelem jegyében évek óta megrendezett részben szórakoztató, de nagyobb részben felvilágosító jellegű Pink Ribbon Dayt. A bécsi rendezvény záróprogramjában, sok más ismert művész mellett Olivia is fellépett. Az Orangerie Schönbrunnban tartott estről tévéfelvétel is készült, melyet az ORF-1 tévécsatorna 2010. október 1-jén, pénteken közvetített.
Október folyamán mutatták be az 1 A Minute (percenként egy) című dokumentum-drámát a rákról. A filmben több ismert művész mellett Olivia is közreműködik. Teljesen megújított borítóval harmadszor is kiadásra került Olivia 2001-es karácsonyi lemeze, a The Christmas Collection. Október 19-én jelent meg az Olivia negyvenedik évfordulójára kiadott 40/40 – The Best Selection című, negyven dalt tartalmazó, japán kiadású válogatáslemez. November 1-jén kerül boltokba Elaine Paige brit színésznő/énekesnő Elaine and Friends című duettalbuma melyen Elaine és Olivia az „Amoureuse” című 1974-es Olivia dalt énekli.

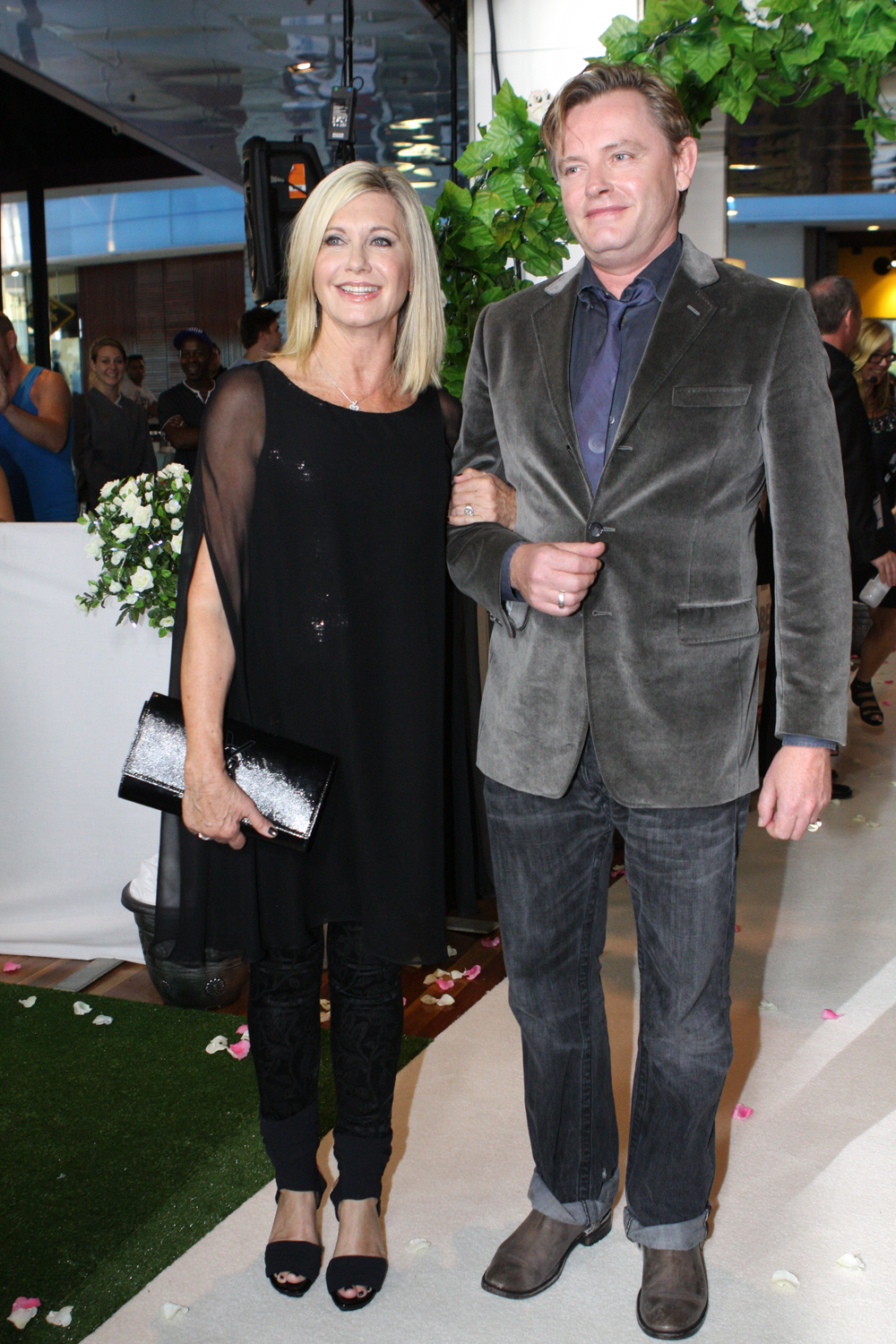
Olivia Newton-John és Stephan Elliott 2012-ben

November 15-én Olivia pályafutása során először lépett fel Chilében, ahová egy Uruguayban tartott koncertről érkezett. A Santiago de Chilei 12000 személyes Movistar arénában tartott telt házas, igen nagy sikerű koncertet. Olivia Edison Peña Elvis Presley rajongó megmentett bányásszal közösen elénekelte a „Summer Nights” című dalt, valamint itt hangzott el először élőben a „Soul Kiss” dal. November 25-ei kezdettel öt előadásból álló japán koncertturné következett az Olivia 40-ik évfordulója alkalmából Japánban kiadott 11 lemezes jubileumi kiadvány tiszteletére. December 7-én képregény formájában jelent meg Olivia életrajza főként a fiatalabb korosztály számára. Decemberben Olivia részt vett Oprah Winfrey Ausztráliában készített show-műsorában, valamint leszerződött Stephan Elliott rendező A Few Best Men című, az ausztrál bozótban játszódó vígjátékának egyik szerepére.
A szeptemberben megjelent Grace and Gratitude Renewed album három hónap alatt a 15. helyezésig jutott a Billboard New Age albumok 2010 évi listáján. A novemberi Santiago de Chilei koncert a harmadik helyezést érte el az év nemzetközi koncertjeinek 65-ös listáján Chilében.
2011. január másodikán az Egyesült Királyságban működő Official Charts Company által kiadott összesítés szerint Olivia újabb, ezúttal kettős rekordot ért el, a Grease filmből ismert „You're the One That I Want” nyerte el a minden idők legnagyobb példányszámban eladott duettje címet, a „Summer Nights” a második helyezett lett. Január 8-án DVD lemezen is megjelentek a Score: A Hockey Musical, február nyolcadikán az 1 a Minute filmek, január 25-én pedig az A Celebration in Song album újabb kiadása.
A következő elismerés szerint az Olivia tulajdonában álló Gaia Retreat & Spa elnyerte a Traveller's Choice 2011 Top 10 Relaxation/Spa Hotels in South Pacific (legjobb wellness/fürdő szállodák a déltengeri régióban) első helyezését. Február 17-én az amerikai Country Music Television összeállította minden idők legszebb szerelmes dalainak 40-es listáját, melyen az 1974-ben megjelent I Honestly Love You a 24. helyezésig jutott. Február 24-én az amerikai Time magazin összeállította minden idők legjobb filmzenéinek 25-ös listáját, melyen a Grease a 14. helyezést érte el.
Április 1-jén a New York-i rádióállomás összeállította az előző évtizedek legnépszerűbb előadóinak negyvenes listáját. Olivia az 1970-es évek 11., az 1980-as évek 25. legnépszerűbb előadója helyezést érte el a férfi és női énekesek valamint együttesek között. A női előadók között az első helyezést érte el az 1970-es évek, ötödiket az 1980-as évek kategóriában. Április 21-én a coloradoi Denverben, a Föld napja alkalmával iktatták be John Denvert, a tragikus körülmények között fiatalon elhunyt legendás countryénekest a Colorado Music Hall of Fame tagjai közé. A nagyszabású est háziasszonya Olivia volt, három dalban közre is működött. Április 25-én újabb rekord, az Official Charts Company listája szerint a „You're the One That I Want” minden idők legkelendőbb filmslágere brit földön. A „Summer Nights” az ötödik helyezett.
Május 1-jével került nyomtatott és e-könyv formájában forgalomba LivWise címmel Olivia szakácskönyve, mely könnyen és gyorsan elkészíthető, minden szempontból egészséges és újszerű ételek receptjeinek gyűjteménye. Május 22-én jelent meg a Xanadu filmből ismert Magic új énekkel és kísérettel felvett dance változata, a "WACCI peachy & murphy mix", mely a megjelenését követően három nap alatt az 5. helyre került az iTunes dance listáján. A Magyarországon egyelőre nem letölthető dal a YouTubeon meghallgatható. Bevételével teljes egészében Olivia kórházának felépítését kívánják támogatni. Júniusban jelenik meg a 2004-es Indigo: Women of Song című album első hivatalos USA kiadása Portraits címmel, teljesen új borítóval, a Green Hill Music kiadásában. A július közepén kiadott összesítés szerint a Billboard AC (Adult Contemporary) slágerlista fennállása alatt Olivia a 16-ik legsikeresebb előadó.
Szeptember közepén Olivia megnyerte Sandy Grease-béli átalakulásáért az angliai Mirror magazin Queen of Movie Makeovers díját, olyan hírességeket előzve meg, mind Sandra Bullock, Julia Roberts, vagy Audrey Hepburn. Október 4-én Olivia és férje, a vizek tiszaságának megőrzéséért végzett környezetvédő munkájáért elnyerte a Stroud Water Research Center által adományozott Stroud Award of Freshwater Excellence díjat. Október 6-án került bejelentésre, hogy megkezdődtek a felvételei Olivia új albumának, mely várhatóan 2012 elején fog megjelenni. A The Hotel Sessions ideiglenes cimmel készülő album producere Brett Goldsmith. Október 14-én a Mill Valley Film Festivalon a kaliforniai San Rafaelben volt Oliva új filmje, a Harmadnaposok (A Few Best Men) világpremierje. A jellegzetesen ausztrál témájú vígjátékot az év elején forgatták Sydneyben és az ausztráliai Blue Mountains területén. A film egy angol fiú és egy ausztrál lány esküvőjének a története, melyet a fiú három barátja, egy birka és némi kokain afféle rémálommá változtat. Olivia a menyasszony édesanyját alakítja. A filmben és az általa inspirált dance jellegű albumban Olivia énekével, új felvételen, több a hatvanas-nyolcvanas évekből ismert világsláger, valamint egy új, a film számára írt John Farrar dal is elhangzik a Weightless.
A Harmadnaposok a 2012. január 26-i ausztráliai közönségbemutató után a világ számos országa mellett Magyarországon is bemutatásra került, 2012 júliusában. 2012 egyik legfontosabb eseménye, hogy tíz év munka és adománygyűjtés után júliusban megnyílt az Olivia Newton-John Cancer and Wellness Centre rákgyógító központ Melbourne-ben. Ősszel újabb koncertsorozatra került sor, A Summer Night with Olivia Newton-John címmel, USA helyszíneken. Októberben jelent meg a My Country válogatás, mely pályájának korai, folk és country sikereit tartalmazza. Novemberben egy különleges karácsonyi lemez kerül a boltokba, melyen Olivia mellett John Travolta énekel. A This Christmas című albumon több vendégművész, köztük Barbra Streisand is hallható.
2013 márciusában Olivia világkörüli koncertsorozata állomásaként 35 év után először ismét fellépett az Egyesült Királyságban. A sorozat Cardiffban kezdődött, további helyszínek Bournemouth, a londoni Royal Albert Hall, Brighton, Birmingham és Manchester voltak. Úgy nyilatkozott, hogy kora és az ezzel járó fáradtságok miatt elképzelhető, hogy ez volt az utolsó világkörüli koncertturnéja, de egyedi koncertek, tévéfellépések a jövőben is lesznek. 2013 júliusában tíz évig tartó környezetvédelmi kampányolása eredményeként az UNESCO világörökséggé nyilvánította Tasmania még megmaradt, óriásfákból álló erdőit. Az év végén két szomorú esemény is történt, meghalt testére, Rona Newton-John, valamint eladásra váró házukban ismeretlen okból öngyilkos lett régi ismerősük, a ház átalakítását végző cég tulajdonosa. A hír hallatán vevőjük, egy ismert televíziós személyiség, visszamondta a vételi szándékot a házra. A következő év elején közreműködött Engelbert Humperdinck énekes „Engelbert Calling” című duettalbumán, melyen Shirley Bassey 1972-es „Never Never Never” című dalát éneklik.
2014 nyarától Olivia a Las Vegasi Hotel Flamenco szálloda-kaszinóban indított Summer Nights címmel koncertsorozatot, melyet a nagy siker miatt előbb 2015 januárig, majd 2015 szeptemberig meghosszabbítottak. A koncertsorozat indításakor régebbi demofelvételekből adtak ki egy albumot, címe Hotel Sessions, 2015 márciusában a Las Vegas-i koncertek egyikéről készült dupla koncertalbum, a Summer Nights – Live in Las Vegas került a boltokba. Las Vegas mellett 2015 áprilisában Olivia és John Farnham hatvan tagú zenekar kíséretében Two Strong Heart címmel koncertkörutat tartott Ausztráliában.
2017 márciusában ötven éves zenei pályafutása elismeréseként elnyerte a The Las Vegas Fame Awards díjat. Május elején egyre erősödő derékfájdalmai miatt le kellett mondani a meghirdetett koncerteket. Eleinte az orvosok isiászra gyanakodtak, de később a keresztcsontban daganatos áttétet találtak, majd május végén megkezdődött az orvosi kezelés.

## Olivia Magyarországon

### Hírnév és népszerűség
Olivia Newton-John karrierjének csúcspontja a hetvenes évek elejétől a nyolcvanas évek közepéig tartott, ekkor készültek legismertebb lemezei és filmjei. A korszak gazdasági lehetőségei miatt akkoriban igen kevés külföldi hanglemezt lehetett kapni Magyarországon, főként indiai importból. Olivia számos albumából mindössze kettő, az 1974-es Long Live Love, az 1982-es Olivia’s Greatest Hits Vol.2 és három Pepita gyártású kislemez, a „You're the One That I Want”, a „Follow Me” és a „Little More Love” volt kapható boltokban.
Akkoriban szokásos módon legismertebb dalait bemutatták, majd több alkalommal magnóra másolható módon elejétől végéig lejátszották a rádióban. Olivia első Magyarországon is ismert számát a „Banks of the Ohio”-t szinte megjelenésével egy időben adták le, a dal a hetvenes évek során igen nagy népszerűségre tett szert.
Olivia Magyarországon legismertebb dalai: „Banks of the Ohio”, „Let Me Be There”, „If You Love Me, Let Me Know”, „Have You Never Been Mellow”, „I Honestly Love You”, „Long Live Love”, „You're the One That I Want”, „Summer Nights”, „Hopelessly Devoted To You”, „Little More Love”, „Xanadu”, „Physical”, „Twist of Fate”.
Filmjei, tévéműsorai nem kerültek bemutatásra, a Grease is csak húsz évvel eredeti bemutatója után került nálunk moziba. A korszak legtöbb előadójához hasonlóan személyisége egyáltalán nem, művészete is csak igen korlátozott mértékben, főként a rádióadásoknak köszönhetően volt ismert Magyarországon.
A nyolcvanas évek közepétől dalai és lemezei még kevésbé jutottak el hozzánk, 1992 utáni munkái gyakorlatilag ismeretlenek a magyar közönség előtt. Közel negyven albuma és tucatnyi filmje, nemzetközi sikerei, természetvédelmi, emberbaráti és rákellenes munkája ellenére szinte kizárólag 1971 és 1983 közötti néhány nálunk ismert dala alapján és a Grease szereplőjeként ismerik nálunk.

### Budapesti látogatások
Let's Get Mammogram

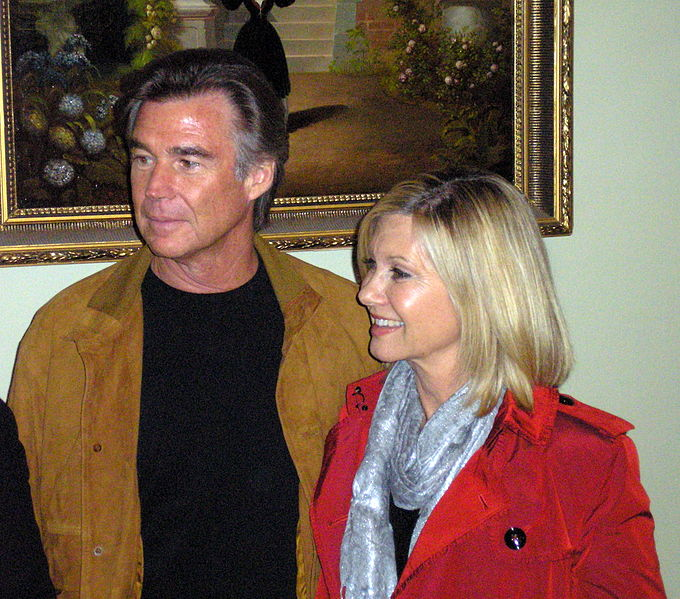
Olivia Newton-John és férje a budapesti MTA-székházban 2010. október 2-án

Március 16-án Olivia és férje, John Easterling, első alkalommal jártak Budapesten. Utazásuk célja nem zenével volt kapcsolatos. Olivia a mellrák otthoni kimutatására alkalmas Live Aid eszközt, férje saját cége, az Amazon Herb Company egészségmegőrzési termékeit, köztük az akkor új Zamu Drink egészségitalt kívánta a magyar piacra bevezetni.
Késő délelőtt érkeztek Londonból, este 6 órai kezdettel a Hotel Presidentben mutatták be a Zamu Drink egészségitalt. Szerdán Olivia előadást tartott az egészséges életmód fontosságáról, bemutatta a mell elváltozások önvizsgálattal való könnyebb felismerésére szolgáló Liv Aid eszközt, majd az egynapos látogatás után elutaztak a következő bemutató helyszínére, Kölnbe.
A budapesti út egyetlen negatívuma, hogy Olivia – bár szerette volna – nem tudta megkóstolni az eredeti magyar gulyáslevest, vendéglátói ugyanis magyar helyett olasz étterembe vitték vacsorázni. A csekély publicitást kapott látogatásról készült két rövid tévéfelvétel megtekinthető a YouTube-on.
Október 2-án egy második, jóval nagyobb nyilvánosságot kapott látogatás következett. Ezen a napon tartották a mellrák visszaszorításáért tartott, részben felvilágosító, részben szórakoztató jellegű „Pink Ribbon Day” budapesti megfelelőjét, az „Egészség Hídját”. A kilencedik alkalommal megtartott séta díszvendége ebben az évben Olivia volt.
Budapestre a két nappal korábban tartott hasonló bécsi rendezvényről érkezett férje, John Easterling társaságában. 18 órai kezdettel a Magyar Tudományos Akadémia földszinti különtermében került sor a sajtótájékoztatóra, melyen számos meghívott vendég és orvosi szaktekintély is felszólalt. Ezt követően Olivia, mint az est díszvendége az egészséges életmód, megelőzés, korai felismerés fontosságáról beszélt.
Nyolc óra után az épület előtti színpadon Olivia ismét az időbeni felismerés fontosságáról beszélt az egybegyűlt kb. háromezer fős közönségnek, majd az est záróeseménye következett, séta az eseményre különlegesen kivilágított Lánchídon, melyen Olivia és férje is részt vett. (Lásd továbbá a szócikk vitalapját.)

## Only Olivia International Fan Club
Az Oliviával mindig együttműködő, de tőle teljesen függetlenül üzemeltetett klubot 1991-ben alapították az Egyesült Királyságban. A klub honlapját 1994-ben indították. Első tulajdonosai és működtetői csak a keresztnevükről ismert Richard és Helen voltak. A klub a díjfizető tagoknak rendszeresen postázta saját készítésű magazinját, a honlap bárki számára elérhető volt. A szokásos rajongói klubokkal ellentétben a hangsúlyt Olivia teljes, több évtizedes munkássága feldolgozásának szentelték. Az évek alatt Olivia lemezeinek, filmjeinek, koncertjeinek teljeskörű ismertetésén túl sok száz tévéfellépés képekkel kísért ismertetése, több mint ezer újságcikk bemutatása is helyet kapott. Az eredeti alapítók 2001-ben visszavonultak. Több változás után az utolsó tulajdonosok bizonyos Kevin és Melissa voltak. A gazdasági válság miatt a fizető tagok számának csökkenése, a támogatások elapadása, az üzemeltetéssel járó gondok miatt a klub 2010 decemberében a megszüntetés határára került, honlapja sem volt elérhető egy ideig. Ezután még nyolc hónapig önkéntes moderátorok közreműködésével a honlap tovább működött, de 2011. szeptember végén váratlanul ismét leállt, a Twitteren tett bejelentés alapján véglegesen. Két hónap után, november közepén, a honlap csökkentett adatmennyiséggel ismét olvashatóvá vált. A közlés szerint a második leállás oka egy rendszerösszeomlás volt, mely biztonsági mentés híján súlyos és végleges adatvesztéssel járt. Ugyanekkor az eredeti alapító tulajdonos visszavette az üzemeltetést, de ezentúl nem klub, hanem Only Olivia néven honlap formájában. A több ezres mennyiségű  tévéműsor, újságcikk és fotó újrafeldolgozása hullámzó tempóban évekig tartott, a teljes és páratlan archivum 2022-től ismét egészében megtekinthető.

## Filmográfia
- Funny Things Happen Down Under – 1965 VHS (csak ausztrál kiadású videókazettán)
- Toomorrow – 1970 -- (2012-ben jelent meg első alkalommal DVD lemezen)
- The Case (TV) – 1972 -- (YouTube-on megtekinthető)
- Grease – 1978 VHS, DVD, BluRay (a DVD magyar szinkronnal is)
- Xanadu – 1980 VHS, DVD (2 magyarországi DVD kiadás, a második szinkronnal is)
- Két fél egy egész (Two of a Kind) – 1983 VHS, DVD
- Karácsonyi meglepetés (A Mom for Christmas) (TV) – 1990 VHS, DVD csak régió 1
- Madonnával az ágyban – 1991 VHS, DVD
- Karácsonyi románc (A Christmas Rmance) (TV) – 1994 VHS, DVD
- Snowy River (TV-sorozat, három epizódban) – 1994 DVD csak régió 4 (magyar televíziós csatornán 2009-ben ment a sorozat)
- Búcsúmulatság (It's My Party) – 1995 VHS, DVD csak régió 1
- Rongy élet (Sordid Lives) – 1999 DVD csak régió 1
- Christmas Angel (A Mannheim Steamroller korcsolyatársulat látványos karácsonyí története, Olivia a kerettörténet egyik szereplője és a történet mesélője, TV) – 1998 DVD
- Lányok a szomszédból (The Wilde Girls) (TV) – 2001 VHS, DVD csak régió 4.
- Xanadu Magical Music Edition – 2008 DVD csak régió 1 (a Xanadu extrákkal bővített, kockánként restaurált DVD újrakiadása)
- Sordid lives (tv-sorozat) – 2008 DVD csak régió 1.
- Kaleidoscope (TV) – 2009
- Glee – Sztárok leszünk!, 1. szezon, 17-es, „Bad Reputation” c. epizód – 2010. május 4 (USA bemutató)
- Grease – Sing-A-Long – 2010. július 8 (A Grease különleges, együtténeklős változatának USA mozibemutatója)
- 1 a Minute – 2010, október, DVD Régió-1 kiadás 2011. február 8-án
- Score: a Hockey Musical – 2010. okt. 22 (USA mozibemutató), DVD Régió-1 kiadás 2011. január 8-án
- Harmadnaposok (A Few Best Men) – 2011. október 14 (fesztiválbemutató), 2012. január 26 (ausztráliai bemutató)
- Krokodil Dundee öröksége(The Very Excellent Mr. Dundee)-2020. július 17-én jelent meg az Amazon Prime Video-on.

## Diszkográfia
Az alább felsorolt legfontosabb lemezeken túl országoktól, kiadóktól és verzióktól függően, további kiadások léteznek. A változó összeállítású kis és maxilemezek, válogatások, borítóváltozatok, limitált és különleges kiadványok, bootleg koncertfelvételek, DJ remixek száma több százra tehető.

### Albumok
- Toomorrow, Original Soundtrack Album – 1970 (Csak hanglemezen jelent meg, egyetlen kiadásban, rendkívül nehezen beszerezhető ritkaság)
- Olivia Newton-John (UK) / If Not For You (USA, AU) – 1971 (A két albumnak csak a címe tér el egymástól)
- Olivia – 1972
- Music Makes My Day (UK) / Let Me Be There (AU) – 1973 (A két albumnak csak a címe tér el egymástól)
- Let Me Be There (USA verzió) – 1973 (csak a címe azonos a fentivel!)
- Long Live Love – 1974
- If You Love Me, Let Me Know (USA kiadás) – 1974
- Have You Never Been Mellow – 1975
- Clearly Love – 1975
- Come on Over – 1976
- Don’t Stop Believin’ – 1976
- Making a Good Thing Better – 1977
- Greatest Hits – 1978 (Olivia első hivatalos Greatest Hits lemeze, eltérő angol és amerikai kiadásban)
- Grease – Original Soundtrack Album – 1978
- Totally Hot – 1978
- Xanadu – Original Soundtrack Album – 1980 ( Az Electric Light Orchestra, a Tubes és Gene Kelly közreműködésével)
- Love Performance – Live In Japan – 1981 (1976-os koncert felvétele, csak Japánban jelent meg egyetlen kiadásban hanglemezen, nehezen beszerezhető ritkaság)
- Physical – 1981
- Olivia’s Greatest Hits Vol.2 – 1982 (A második hivatalos Greatest Hits album, USA és UK hanglemez és egy harmadik féle UK CD változatban, Ausztráliában Vol.3 számmal)
- Two of a Kind – 1983 (Olivia négy számot énekel)
- Soul Kiss – 1985 (Az első Olivia album, mely LP és CD formátumban egyidőben jelent meg. A japán és német CD kiadás tartalmazza az Electric címa dalt is.)
- The Rumour – 1988 (Az ausztrál kiadás tartalmazza az It's Always Australia For Me című dalt is.)
- Warm and Tender – 1989 (Gyermek és altatódalok)
- Back to Basics: The Essential Collection – 1992 (Egymástól eltérő európai, amerikai és ausztrál kiadásban. Az utolsó album, mely hagyományos hanglemezen is megjelent.)
- Gaia: One Woman’s Journey – 1994
- Songs from Heathcliff – 1995 (Cliff Richard lemeze, melyen Oliviával öt duettet énekel)
- Back with a Heart – 1998
- Highlights from The Main Event – 1998 (Nagyszabású koncert John Farnham, Anthony Warlow és szimfonikus zenekar közreműködésével)
- One Woman’s Live Journey – 1999 (koncertfelvétel, CD és DVD-Audio változatban)
- ’Tis The Season (karácsonyi lemez Vince Gill, a Bradford Singers és a London Symphony Orchestra közreműködésével) – 2000
- Rongy élet (Sordid Lives), Original Sountrack Album – 2001 (Olivia és más előadók éneke, valamint szöveges részletek is a filmből)
- The Christmas Collection – 2001 (karácsonyi lemez)
- Highlights from The Main Event (második, három számmal bővített kiadás) – 2001
- (2) – Duett album – 2002
- Grease: 25th Anniversary (Deluxe Edition) – 2003. szeptember 23. (Duplalemezes 25. évfordulós kiadás, a második lemezen a film addig meg nem jelent zenei részleteivel)
- Indigo: Women of Song – 2004 (Olivia a pályájára nagy hatást gyakorolt női előadók egy-egy számát énekli)
- Stronger Than Before – 2005
- Grace and Gratitude – 2006. szeptember 25. (Meditatív, new age jellegű lemez)
- Christmas Wish – 2007 (karácsonyi lemez)
- Olivia's Live Hits – 2008 (A Sydney-i koncert rövidített CD változata)
- A Celebration in Song, Olivia and Friends – 2008, kétféle, ausztrál és európai kiadás eltérő borítóval (A lemez bevételével az Olivia Newton-John rákgyógyászati központ építését támogatták)
- Sordid Lives: The Series (Rongy élet tv-sorozat) – 2008 (A tévésorozat dalai, csak MP3 letölthető formában.)
- Christmas Wish (második, bővített kiadás) – 2008
- Christmas Wish (harmadik, tovább bővített kiadás) – 2009
- Grace and Gratitude Renewed – 2010. szeptember 14. (A 2006-os meditatív album teljesen megújított kiadása. Három új közreműködő művész, részben újra felvett ének és kíséret, két új szám, új borító. A japán kiadás tartalmazza a Magic és Physical számok új változatát is.)
- Grace and Gratitude, bónuszlemezes osztrák kiadás – 2010. október 1. (Az album eredeti kiadása különleges borítóval, a Magic és Physical számok új változatát tartalmazó bónuszlemezzel)
- The Christmas Collection – 2010, karácsony (a 2001-es karácsonyi lemez újrakiadása új borítóval)
- A Celebration in Song (USA és kanadai kiadás, új borítóval) – 2011. január 15., Spring Hill Records
- Portraits – 2011. június (az Indigo című album USA kiadása, új borítóval), Green Hill Music, GHD-5795
- Harmadnaposok, a filmben szereplő dalok alapján készített stúdióalbum – 2012. február
- This Christmas, karácsonyi album John Travolta és vendégművészek közreműködésével – 2012. november
- Hotel Sessions – 2014
- Two Strong Hearts Live, koncertalbum Olivia és John Farnham 2015. áprilisi közös melbourne-i koncertjéről – 2015. augusztus 21.
- Summer Nights – Live in Las Vegas – 2015
- Highlights From Two Strong Hearts Live – 2015
- Liv On, Olivia, Amy Sky és Beth Nielsen Chapman közös albuma – 2016. október 7 (letöltés), 2016. október 14. (CD)
- Friends for Christmas, Olivia és John Farnham közös karácsonyi albuma – 2016. november 11.

### Díszdoboz (box set)
- The Great Olivia Newton-John – 3 CD-ből álló ausztrál kiadású díszdoboz, melyen Olivia 1971 és 1975 közötti sikereit hallhatjuk. Kiadó: RedX Entertainment RXBox-31053, 1999. március
- Olivia's Box: 40th Anniversary Collector's Edition – 2010. szeptember 22 (Tizenegy album újrakiadása különleges minőségű japán SHM-CD-n, Mini LP formátumban, remasterelve, egyenként, vagy ritka videókat tartalmazó DVD mellékletes díszdobozban is)

### Válogatáslemezek
- Olivia Newton-John – 1973 AU (Olivia első If Not For You és második Olivia című albumának a teljes anyaga dupla hanglemezen, ezért nem tekinthető valódi válogatásalbumnak) 1973, Festival Records D45377/8 (CD) 1973
- Great Hits! First Impressions – 1974 AU
- First Impressions – 1974 UK
- Crystal Lady – 1976 Japán (csak hanglemezen jelent meg Japánban, ritkaság)
- Two-on-one: Come on Over/Clearly Love 1986 USA, MCA Records MCAD 5882 (két album egy CD-n
- Two-on-one: Don’t Stop Believin’/Totally Hot – 1986 USA, MCA Records MCAD-6878 (két album egy CD-n)
- Love Songs – 1985 NL, EMI-Bovema 1A 058 2605361
- Love Songs – 1988 UK, EMI/MFP Records MFP-5839
- Early Olivia – 1989 UK
- Best Now – 1990, EMI Japan TOCP-9084
- Country Roads – 1991 AU Starburst Records CD-STB-8743
- Twin Best Now – 1992 EMI Japan TOCP-7321-22 (42 számot tartalmazó dupla válogatás)
- Olivia's Super Best – 1993 Japán 1993 EMI Toshiba TOCP-9152
- The Greatest Hits Collection 1971-1994 – 1994 UK
- 48 Original Tracks – 1994 UK
- Greatest Hits Collection – 1995 D, Bellaphon 993.07.033 (CD)
- Simply The Best – 1995 NL Disky Records SE 865722
- I Honestly Love You – 1995 NL Woodford Music WM 860332
- Olivia Newton-John (EMI-Pastmaster Edition) – ? Japán Pastmasters EMI (Japan) CP 21-6074
- Olivia (EMI-Pastmaster Edition) – ? Japán Pastmasters EMI CP 21-6073
- Best Of The Best 1997 EMI Japan TOCP-50106 1997
- Greatest Hits (EMI-Singapore) – 1997 Singapore, EMI Singapore 7243 8 56820 2 5 (CD)
- Mis Momentos – 1997 Mexikó EMI-Mexico 7243 855608 28
- The Very Best of Olivia Newton-John – 1998 UK, EMI RecordsEMI 7243 4 94563 2 3
- Olivia – The Singles, Australasian Tour Souvenir – 1998 AU
- The Greatest – 1998 Japán Toshiba-EMI TOCP-51065
- Country Girl – 1998 UK
- The Best of Olivia Newton-John – 1999 UK, EMI Records
- Essential – 1999 Brazilia EMI-Brazil 521269-2
- Love Songs – 1999 AU Festival Interfusion D-26449
- The Olivia Newton-John Collection (HMV Edition) – 1999 EMI 7243 52269 2 4 (UK CD from HMV stores only)
- 12" Remix Collection – 2000 Brazilia, Prosonic Record DJPRO-CD789-0112333 DJ promo
- Greatest Hits – 2000 Mexikó Alpha Records 5/07/01
- Magic – 2001 USA
- Millennium Collection – 2002. február 5. USA Hip-O Records 585412
- The Definitive Collection – 2002 F
- Take Me Home – 2002 UK Rajon Music Group RMGS 1047
- The Singles Collection, Limited Tour Edition – 2003 AU,
- Love Songs – 2004. május 26. Universal Music UICY-1244
- Great Hits/(2) – 2005. július 4., a Great Hits! First Impressions és a (2) albumok egy CD lemezen, Festival/Mushroom Records 338892 (AU CD)
- Gold – 2005. június 14., USA 2005 Hip-O/Universal B0004684-02
- Gold – 2005. november 4., AU Csak a címe azonos az előzővel! Mushroom Festival 339232
- 40/40 – The Best Selection – 2010. október 19., negyvenedik évfordulós, negyven számot tartalmazó, japán kiadású lemez
- My Country – 2012. október 19., Rodeo Records
- Icon – 2013. október 8., Universal Music

### Olivia közreműködései más előadók lemezein
- Pop Inside the Sixties válogatás: 'Til You Say You'll Be Mine (Olivia legelső, kislemezen megjelent dala 1966-ból), See For Miles Records SEECD 386 (UK CD, 1993)
- The Easybeats: Come In You'll Get Pneumonia – 1967, a számban Pat és Olivia háttérénekesként szerepel. Easybeats – Absolute Anthology 1965-1969 album, EMI/Albert Productions 4770322, Australia 1986
- The Shadows: The Day I Met Maria – 1967, a számban Olivia énekel egy sort – From Hank, Bruce, Brian and John album, EMI-Columbia Records SCX-6199 (LP), Beat Goes On Records BGOCD20(CD)
- Cliff Richard: Don't Move Away – 1971, kislemez, Cliff és Olivia duett
- Cliff Richard: Cliff Richard: Live! – 1972, koncertalbum, Cliff tokiói koncertjén Pat és Olivia a háttérénekes
- Cliff Richard: Cliff Live with Olivia Newton-John – 1972, a tokiói koncert eltérő, japán kiadása
- Cliff Richard: Cliff Goes East – 1972, Dupla koncertalbum, Cliff Hong-Kongi koncertjén Pat és Olivia a háttérénekes
- Cliff Richard: Oriental Gems, a tokiói koncert bővített CD változata
- Hank Marvin & John Farrar: Hank Marvin & John Farrar – 1973, az album Music Makes My Day című dalában Olivia ír furulyán játszik, EMI EMA-755 (LP) 1973, See For Miles Records SEE CD-322 (CD)(1991)
- Other Side of the Mountains Soundtrack – 1975, a filmzenei album Richard's Window című dalát Olivia énekli MCA Records MCA-2086
- John Denver: Windsong – 1975, az album Fly Away című dala John és Olivia duett, BMG Records 44623-2 (CD)
- The Music for UNICEF Concert – 1979, a válogatásalbum Rest Your Love On Me és a The Key című dalát Olivia énekli, Polydor Records PD-1-6214 (2335 214)
- Andy Gibb: After Dark – 1979, album, a Rest Your Love On Me és az I Can't Help It Andy Gibb és Olivia duettek, Polydor 31453 9922-2
- Barry Gibb: Now Voyager – 1984, az album Face To Face című dala duett, a Fine Line című dalban Olivia háttérénekes, MCA 1-5506 (LP), MCA 2-5506 (CD), Polydor 823 429-2 (UK CD)
- David Foster: David Foster – 1986, az album The Best Of Me című dala David és Olivia duett, Atlantic Records 7 81642-2
- James Reyne: James Reyne – 1988, az album Hammerhead című dalában Olivia háttérénekes, Capital Records CDP 7 48982 2, EMI Capitol Records 060-202788-6 (Maxi Single)
- Music from the Park Soundtrack – 1996, a filmzenei albumon a Part Of Your World című dalt Olivia énekli, Walt Disney Records 60915-7 [CD]
- Die Top 70er Schlager 1974-75 – 1994, válogatás, a Long Live Love eddig meg nem jelent német nyelvű változata, Laserlight Digital/EMI Records Label 16 095 [1993 and 1999 CD]
- Grammy's Greatest Moments – 1994, válogatás, az I Honestly Love You élő felvételen, Atlantic Records 82576-2
- 1000 Nadelstiche 1970s válogatás, a Banks of the Ohio német nyelven, Bear Family Records BCD 16577 AH, 2002 (CD)
- Earthrise – 1994, válogatás, Spirit of the Forest c. dal más előadókkal közösen, Polygram 515 419-2 (UK CD), Rhino/Pyramid R2 71830 (USA CD)
- Spirit of Christmas '94 válogatás, Away in a Manger dal, Myer Grace Bros Records
- Mother and Child – 1995, válogatás, Christmas Never Felt Like This c. dal, IRS Gai Saber Records 72438 35173 29
- Best of Dance Music Vol.4 – 1997, válogatás, You're The One That I Want Francis Lalanne-vel közösen, East West CA 851 / 50577 (CD)
- Songs Of Christian Unity válogatás – 1996, Away in a Manger dal
- A Christmas Miracle Vol.2 – 1996, Away in a Manger dal, Children's Miracle Network CM – 1003 CD
- Cooking Christmas – 1997, Away in a Manger dal, Kids' Records/Cooking in Concert, nincs lemezszáma
- This Is...Eurovision válogatás – 1997, Long Live Love dal, Virgin Records VTDCD142(CD only)
- Raybon Bros.: Raybon Bros. – 1997, az albumon Olivia a Falling című dalt énekli, MCA-Nashville Records MCAD-70014
- Disney Hit Singles válogatás – 1997, Part of Your World dal, Walt Disney Records WD 115632
- Mannheim Steamroller: The Christmas Angel: A Family Story – 1998, A karácsonyi zenés történet összekötő szövegét Olivia meséli, American Gramaphone Records AG1998-2
- Love Shouldn't Hurt – 1998, válogatás, Love Shouldn't Hurt c. dal más előadókkal közösen, Qwest Records/Warner Bros 8 47240-2
- Spirit of Christmas'99 – karácsonyi válogatás, a The First Noel c dal, Myer Grace Bros MGB05CD
- Kenny Loggins: More Songs From Pooh Corner – 2000, album, Flying Dreams című duett, Sony Record LK 63514
- Jim Brickman: My Romance – 2000, koncertalbum, Jim Brickman zongoraestjén Olivia a Changes of Heart és a Valentine című dalokat énekli, Windham Hill Records 01934-11557-2
- A Sydney-i Olympia megnyitójának hivatalos zeneszámai – 2000. szeptember 18., válogatásalbum, Olivia és John Farnham a Dare To Dream című dalt énekli, Sony/BMG Australia Record 500345000
- Spirit of Christmas 2000 – 2000, karácsonyi válogatás, Olivia és Kenny Loggins a Have Yourself A Merry Little Christmas című dalt énekli, Myer Grace Bros MGB06CD
- Lee Kernaghan: Electric Rodeo – 2002. július 1., album, Lee és Olivia a A Handful Of Dust című duettet énekli, ABC/Universal 12432
- Star Studded Christmas – 2002, válogatás, Away in a Manger dal szóló változata, Direct Source-Special Products inc
- Jim Brickman: Valentine – 2002, album, Change of Heart duett, RCA Victor 11634-2
- Spirit of Christmas 2003 válogatás – 2003, Silver Bells dal, Myer Grace Bros Records
- Cliff Richard: Tracks N- Grooves válogatás – 2004, Don't Move Away duett, EMI Records 4733642
- Barry Manilow: Scores – 2004. szeptember 28., album, This Can't Be Real duett, Concord Records CCD-2251-2
- Dionne Warwick: My Friends And Me – 2006. november 7., album, Wishin' and Hopin duett, Concord Records 2310
- Mannheim Steamroller: Christmas Song – 2007, a karácsonyi album, Olivia énekli a Christmas Lullaby című dalt, American Gramaphone AG1227-2
- Anne Murray: Duets – 2007. november 13., album, Cotton Jenny duett, EMI Records
- Amy Sky – The Lights Of December – 2008, karácsonyi album, A Mother's Christmas Wish duett, EMI/Café Records CR007
- Mark Masry: Christmas Is – 2008, karácsonyi album, Every Time It Snows duett, Lenz Entertainment LE002
- Elvis Presley: Christmas Duets – 2008, karácsonyi album, O Come All Ye Faithful utólagosan készített duett Elvissel, Sony/BMG, RCA Nashville 35479-2
- Mariya Takeuchi: Sincerely... Mariya Takeuchi Songbook – 2008, Olivia a Slow Down című dalt énekli a lemezen, Nayutawave Records / Universal Music Japan UPCH 1638/9
- Spirit of Christmas 2008 – 2008, karácsonyi válogatás, az O Holy Night csak itt szereplő új felvételen, Myer Grace Bros. MCF 14
- Glee Vol.3. – 2010. május 18., a tévésorozat zenéje, Olivia a Physical című szám új verzióját énekli
- Elaine Paige: Elaine And Friends – 2010. november 1. (UK), az album egy száma Elaine és Olivia duett
- Engelbert Humperdinck: Engelbert Coming – 2014. március 17, a Never Never Never című 1972-es Shirley Bassey dal duett változata

A fent felsoroltak közül néhány zeneszám több más, itt nem szereplő lemezen is megtalálható.

### Kislemezek
- Till You Say You'll Be Mine / Forever – DECCA F-12395 – 1966 Helyezések: UK/USA/AU= -/-/- (rendkívül nehezen beszerezhető ritkaság)
- You're My Baby Now / Goin'Back – RCA Victor 1978) – 1970 -/-/- a Toomorrow együttes kislemeze (ritkaság)
- I Could Never Live Without Your Love / Roll Like The River – DECCA F 13070 – 1970 -/-/- a Toomorrow együttes kislemeze (ritkaság)
- If Not For You / The Biggest Clown – PYE 7N.25543 – 1971 7/25/14
- Love Song / It's Hard To Say Goodbye – PYE 7N.25557 – 1971 -/-/-
- Banks of the Ohio / Would You Follow Me – PYE 7N.25568 – 1972 6/94)1
- Unten am Fluss, der Ohio Heiss / If You Could Read My Mind – Polydor 2001 274 – 1971, az „Ohio folyó partja” német nyelven (ritkaság)
- What Is Life? / I'm A Small And Lonely Light – PYE 7N.25575 – 1972 16/-/-
- Just A Little Too Much /Changes – PYE 7N.25588 – 1972 -/-/-
- Take Me Home Country Roads / Sail Into Tomorrow – PYE 7N.25599 – 1972 15/119/-
- Let Me Be There / Maybe Then I'll Think Of You – PYE 7N.26618 – 1973 -/6/16
- Long Live Love / Angel Eyes – PYE 7N.25638 – 1974 11/-/15
- If You Love Me Let Me Know / Brotherly Love – 1974 -/5/2
- I Honestly Love You – 1974 22/1/2
- Have You Never Been Mellow / Water Under The Bridge – MCA 40349 – 1975 -/1/12 1975
- And In The Morning / Please Mr. Please – MCA 40418 – 1975 -/3/28
- Mon amour, mon impossible amour / Home Ain't Home Anymore – EMI 2C 004-96.118) – 1975, az I Honestly Love You francia nyelven, különleges ritkaság
- Something Better To Do / He's My Rock – MCA 40459 – 1976 -/13/-
- Follow Me / Summertime Blues – 1976
- Let It Shine – 1976 -/30/54
- Fly Away (Duett John Denverrel) – 1976 -/13/-
- Come On Over – 1976 -/23/62
- Don't Stop Believin / Greensleeves – 1976 -/33/-
- Every Face Tells A Story / Love You Hold Th Key – 1977 -/55/-
- Sam /I'll Bet You A Kangaroo – 1977 6/20/74
- Making A Good Thing Better – 1977 -/87/77
- I Honestly Love You / Don't Cry For Me Argentina – MCA 40811 – 1977 -/48/-
- You're The One That I Want / Alone in the Drive-In-Movie – 1978 1/1/1
- Summer Nights / Rock'n'roll Party Queen – RSO Records RS-906 – 1978 1/5/8
- Hopelessly Devoted To You / Love Is A Many Splendored Thing – 1978 2/3/4
- A Little More Love / Borrowed Time – 1979 4/3/4
- Deeper Than Night / Please Don't Keep Me Waiting – 1979 64/11/71
- Totally Hot / Talk To Me (UK EMI) – 1979 -/52/96
- Dancin'Round And Round – 1979 -/82/-
- I Can't Help It (Andy Gibb és Olivia duett) / Someone I Ain't – 1980 -/12/-
- Xanadu / Fool Country – 1980 1/8/
- Xanadu / Whenever You're Away From Me – 1980 1/8/
- Magic / Whenever You're Away From Me – 1980 32/1/2
- Suddenly (Olivia és Cliff Richard duett) / You Made Me Love You / – 1980 15/20/26
- Rest Your Love On Me (Olivia és Andy Gibb duett / Boats Against The Current – 1980
- Physical / The Promise – 1981 7/1/1
- Landslide / Falling – 1982 18/52/42
- Make A Move On Me / Stranger's Touch – 1982 43/5/15
- Heart Attack / Recovery – 1982 46/3/-
- I Honestly Love You (Újrakiadás / Physical Live UK) – 1983 UK:5
- Tied Up / Silvery Rain – 1982 -/38/
- Twist Of Fate / Jolene (Live) – 1983 57/5/17
- Take A Chance / Silvery Rain – 1983
- Livin' In Desperate Times / Twist Of Fate – 1984 -/31/
- Living In Desperate Time / Landslide – 1984
- Soul Kiss / Electric – 1985 -/20/12
- Toughen Up / Toughen Up Instrumental – 1985 /-/69
- Toughen Up / Driving Music – 1985 /-/69
- Emotional Tangle / Queen Of Publications – 1985
- The Best Of Me (Olivia és David Foster duett) / Sajé – 1986 -/80/
- The Rumour / Winter Angel – 1988 -/62/25
- Can't We Talked Over In Bed / Get Out – 1988 -/-/
- Reach Out For Me – 1989 CD-Single -/-/-
- It's Alway Australia For Me / It's Always Australia For Me (instr.) / Emotional Tangle" – 1989 Festival Records K 503
- When You Wish Upon A Star / Rocking – 1990
- Grease Megamix (UK) – 1990 UK:5
- Grease Dreammix (UK) – 1990 UK:47
- I Need Love – 1992 75/96/
- Deeper Than A River – 1994
- No Matter What You Do / Silent Ruin (AU) – 1994 AU:30
- Don't Cut Me Down / Do You Feel Like I Do – 1994
- Had To Be (Olivia és Cliff Richard duett, UK) – 1995 UK:22
- One Hart At A Time (Olivia és más előadók együtt, USA) – 1998
- Love Shouldn't Hurt (Olivia és más előadók együtt, USA) – 1998
- Grease Megamix (újrakiadás, UK) – 1998 UK:4
- Back With Heart / Precious Love – 1998
- I Honestly Love You, 1998 Remix) – 1998 USA:67
- Physical, Glee version – 2010. május 4. USA: 89. helyezés (új felvétel, a 37. Olivia dal a Billboard Hot 100-as listán)
- Help Me to Heal – 2010. október
- Magic (peachy & murphy mix) – 2011. május 22., újra felvett dance változat (az iTunes letöltés Magyarországról nem elérhető, de a YouTubeon meghallgatható)

### Magyar kiadású kislemezek
A hetvenes évek igen erősen korlátozott lehetőségei ellenére három kislemeze jelent meg Oliviának magyar kiadásban:
- Follow Me / Summertime Blues – Pepita SPSK 70219, 1976
- You're The One That I Want / Alone in the Drive-in Movie – Pepita SPSK 70365, 1978
- A Little More Love / Borrowed Time – Pepita SPSK 70378, 1979

## Videográfia, bolti forgalomban megjelent videók listája

### Zenei videók
- Physical Videogram (videóklipek) – 1982 VHS
- Live! Olivia in Concert (koncert) – 1983 VHS és DVD
- Twist of Fate A Két fél egy egész (Two of a Kind) videóklipjei) – 1983 VHS
- Soul Kiss Videosingles (videóklipek) – 1985 VHS
- Olivia Down Under (zenés ausztráliai országjárás Olivia vezetésével) – 1988 VHS
- The Christmas Angel: A Story on Ice – 1998, karácsonyi mese látványos korcsolyaelőadása
- The Main Event (nagyszabású koncert John Farnham és Anthony Warlow közreműködésével) – 1999 VHS és DVD régió 4
- Jim Brickman: My Romance (Jim Brickman zongoraestjén Olivia három dalt énekel) – 2000 DVD régió 1
- Olympic Opening Ceremony (a 2000. évi olimpia megnyitóján Olivia és John Farnham énekel) – 2000 DVD
- 20th Century Masters, The DVD Collection (videóklipek) – 2004 DVD
- Video Gold Vol.1 & Vol.2 (videóklip gyüjtemény) – 2005 DVD
- Olivia Newton-John: Live at the Sydney Opera House (koncert a Sydney-i Operaházban) – 2008. január 28., DVD
- Olivia's Box (A hetvenes és nyolcvanas évekből származó, eddig meg nem jelent tévéfellépéseket tartalmazó japán kiadású dupla DVD, a tizenegy CD-s díszdoboz melléklete) – 2010. szeptember 22., Japán
- A Million Lights Are Dancing (Koncert DVD, 2003. április 4., International Kokusai Forum, Tokió) – 2011. június

### Dokumentum videók
- Human / Nature (Animal Friends) (természetfilm) – 1998 VHS
- Human / Nature (Exotic Animals) (természetfilm) – 1998 VHS
- Human / Nature (Australia's Amazing Animals) (természetfilm) – 1998 VHS
- Human / Nature (Under The Surf) (természetfilm) – 1998 VHS
- Exposure (dokumentumfilm a mellrákról) – 1998 VHS
- Not under my roof (oktatófilm szülőknek a lakásban előforduló ártalmas és rákkeltő anyagokról) – 1999 VHS
- One World with Olivia Newton-John: The Galapagos (természetfilm) – 2006 limitált DVD régió?

### Videóklipek
- Deeper Than the Night – Totally Hot album, 1978
- A Little More Love – Totally Hot album, 1978
- Totally Hot – Totally Hot album, 1978
- Physical – Physical album, 1981
- Landslide – Physical album, 1981
- Carried Away – Physical album, 1981
- Recovery – Physical album, 1981
- The Promise (The Dolphin Song) – Physical album, 1981
- Love Make Me Strong – Physical album, 1981
- Stranger's Touch – Physical album, 1981
- Make A Move On Me – Physical album, 1981
- Falling – Physical album, 1981
- Silvery Rain – Physical album, 1981
- Hopelessy Devoted To You – Grease album, 1978, Physical Videogram, 1981
- Twist Of Fate – Two of a Kind album, 1983
- Take A Chance – Two of a Kind album, 1983
- Livin' In A Desperate Time – Two of a Kind album, 1983
- Shaking You – Two of a Kind album, 1983
- Heart Attack – Olivia’s Greatest Hits Vol.2 album, 1983
- Tied Up – Olivia’s Greatest Hits Vol.2. album, 1983
- Soul Kiss – Soul Kiss album, 1985
- Culture Shock – Soul Kiss album, 1985
- Emotional Tangle – Soul Kiss album, 1985
- Toughen Up – Soul Kiss album, 1985
- The Right Moment – Soul Kiss album, 1985
- The Rumour – The Rumour album, 1988
- Can't We Talk It Over The Bed – The Rumour album, 1988
- Reach Out For Me – Warm and Tender album, 1989
- Michael Jackson – Liberian Girl videóklip, közreműködőként – 1989
- I Need Love – Back to Basics: The Essential Collection album, 1992
- Precious Love – Back with a Heart album, 1998
- I Honestly Love You (új változat) – Back with a Heart album, 1998
- Physical (új változat) – a Glee – Sztárok leszünk! című tévésorozatból, 2010
- Help Me To Heal – Grace and Gratitude Renewed album, 2010
- Magic peachy & murphy mix – 2011. június, flash mob jellegő klip, Olivia nem szerepel benne
- I Think You Might Like It – 2012. november, a This Christmas karácsonyi albumról, John Travolta közreműködésével

Olivia tévéfellépései, filmszerepei, koncertek és különféle show-műsorok alkalmával számos, az adott műsor részét képező, videóklip jellegű, de a hivatalos videóklip listában nem szereplő, ezért itt sem feltüntetett felvétel is készült. A fent felsorolt, 2005 előtt készült videóklipek a Liberian Girl, a Precious Love kivételével megtalálhatók a Video Gold Vol.1 & Vol.2 DVD lemezeken.

## Fontosabb televíziós szereplései
- Pat and Olivia Special 1966 AU, Pat és Olivia egyórás tévéshowja
- It's Cliff Richard, Christmas Special – 1970. december 24., BBC
- Getaway with Cliff – 1971. augusztus 31., BBC (YouTube-on megtekinthető),
- It's Cliff Richard, Christmas Special – 1971. december 24., BBC
- It's Cliff Richard – 1972. január-március, 13 alkalommal, BBC
- New Fangled Wandering Minstrel Show – 1973, BBC
- Sez Les (Les Dawson humorista tévéshowja), két alkalommal – 1973. július 28. és szeptember 8., ITV
- Eurovíziós Dalfesztivál, döntő – 1974. április 6. (Long Live Love című dal, 4. helyezés)
- Midnight Special – 1974. május 24., NBC (Olivia első amerikai tévéfellépése)
- Moods Of Love 1974. június 25. és július 14. között négy részben, BBC (egy szám és a hanganyag kivételével nem maradt fenn)
- Sound Like Les Dawson – Les Dawson humorista show-műsorában – 1974. szeptember 4., ITV
- New Year's Rockin'Eve – 1974. december 31., ABC
- Midnight Special – 1975. március 7., NBC
- Down Home, Down Under 1976, AU
- Mike Douglas Show 1976, AU (félórás interjú Olivia malibui házának udvarán)
- John Denver's Rocky Mountain Christmas Special – 1975. december 10., ABC
- A Special Olivia Newton-John – 1976. november 17., ABC (YouTube-on megtekinthető)
- Only Olivia – 1977. szeptember 23., BBC-2 (YouTube-on megtekinthető)
- Olivia – 1978. május 17., ABC
- Grease Day USA 1978. június 9., VH-1
- Music for UNICEF Concert: A Gift of Song – 1979. január 9., NBC
- Hollywood Nights – 1980. április 14., ABC
- Royal Variety Concert – 1980, Sydney, II. Erzsébet tiszteletére tartott koncert
- Let's Get Physical – 1981, ABC
- Olivia Down Under 1988. július 30., HBO
- Warm And Tender 1989 VH-1
- Mothers & Others – 1990. szeptember 30., ABC
- World Music Awards Gala, Monte Carlo 1992 (műsorvezetőként és előadóként Cliff Richard társaságában)
- Human Nature 1994-1996, természetfilm sorozat, AU (később a tv-sorozat négy videókazettán megjelent)
- Is This Your Life? 1995. február, Channel-4 UK
- Intimate Portrait: Olivia – 1998. október, Lifetime Channel
- Headliners & Legends – 2000. március 8., NBC (Egyórás életrajzi interjú zenével, ritka régi fotókkal, YouTube-on 6 részletben megtekinthető)
- Night with Olivia – 2002. október 31., Nine-AU
- This Is Your Life – 2004. november 25., Channel nine, AU
- Biography: Olivia Newton-John – 2006. december 1., Biography Channel USA
- Coming Home – 2008. március 1., BBC-Wales (Olivia és nővére felkeresik családjuk számukra sem ismert walesi emlékeit)

A fent felsoroltakkal együtt Olivia televíziós és filmes megjelenéseinek száma ezres nagyságrendű.

## Könyvei
- Olivia Newton-John: A Pig Tale (Olivia mesekönyve) – Simon & Schuster, USA 1993, ISBN 0-671-78778-0
- Olivia Newton-John: A Charmed Life (önéletrajz) – Pan Books, UK 2003, ISBN 0-330-49246-2 nem jelent meg!
- Sandra C. Ruckdeschel és Alessandro Miracolo: Female Force= Olivia Newton-John (Olivia életrajza képregény formájában) 2010. december 7, Bluewater Comics ISBN 978-1450708906
- Olivia Newton-John: LivWise (Olivia szakácskönyve egészséges és teljes értékű ételek receptjeivel) 2011. május 1, Murdoch Books ISBN 9781742662251
- Olivia Newton-John: Don't Stop Believin' – Simon & Schuster, 2019. június 13. ISBN 9781471186837

## Díjak, elismerések, kitüntetések, rekordok
- Hayley Mills hasonmásverseny – első helyezés – kb. 1961
- Kevin Dennis Audition, tehetségkutató műsor – 3 gongütés (a maximum) – 1963
- Sing Sing Sing, tehetségkutató verseny – első helyezés, jutalom egy angliai hajóút – 1964
- ACM (Academy of Country Music): Most promising female vocalist (legígéretesebb country zenei női előadó díja, győzelem) – 1973
- ACM (Academy of Country Music): Top Female Vocalist (legjobb country zenei női előadó, jelölés) – 1974
- AGVA: Rising Star of the Year (az év új felfedezettje) – 1974
- People's Choice: Favorite Female Music Performer – 1975
- People's Choice: Favorite Female Music Performer – 1977
- People's Choice: Favorite Female Music Performer – 1979
- People's Choice: Favorite Motion Picture Actress – 1979
- Cashbox Awards: No.1 New Female Vocalist, Singles – 1974
- Cashbox Awards: No.1 New Female Vocalist, Albums – 1974
- Cashbox Awards: No.1 Female Vocalist, Singles – 1975
- Cashbox Awards: No.1 Female Vocalist, Albums – 1975
- Cashbox Awards: No.1 Female Vocalist, Pop Singles – 1982
- Cashbox Awards: No.1 Female Vocalist, Pop Albums – 1982
- Country Music Association: Female Vocalist of the Year -1974
- Country Music Association: Album of the Year (az év country albuma) – If You Love Me Let Me Know (jelölés) – 1974
- Country Music Association: Entertainer of the Year (az év előadója, jelölés) – 1974
- Country Music Association: Single of the Year – If You Love Me Let Me Know (jelölés) – 1974
- NARM Awards: Best Selling Album by a Female Country Artist – If You Love Me, Let Me Know – 1974
- NARM Awards: Best Selling Album by a Female – If You Love Me, Let Me Know – 1974
- ASCAP: Country Music Award (country zenei díj)- Please Mr Please – 1975
- Bobby Poe's Pop Music Award: Female Artist Of The Year – 1974
- Bobby Poe's Pop Music Award: Song Of The Year – 1974 (I Honestly Love You)
- Talent In Action Awards: No.1 Top Pop Female Artist
- Talent In Action Awards: No.3 Top Easy Listening Singles Artist
- Talent In Action Awards: No.3 Top Pop Singles Female
- Record World: Top Most Promising Country Albums Artist (Female) – 1974
- Record World: Top Most Promising Country Singles Artist (Female) – 1974
- Record World: Top Pop Female Vocalist (Albums) – 1974
- Record World: Top Pop Female Vocalist (Singles) – 1974
- Record World: Top Country Female Vocalist (Albums) – 1975
- Record World: Top Pop Female Vocalist (Albums) – 1975
- Record World: Top Pop Female Vocalist (Singles)- 1975
- Record World: Top Country Female Vocalist (Albums) – 1976
- Record World: Top Pop Female Vocalist (Albums) – 1976
- Record World: Top New Pop Duo (Singles) with John Travolta – 1978
- Grammy-díj: Best Female Country Vocal Performance: Let Me Be There – 1973
- Grammy-díj: Record of the Year (az év felvétele): I Honestly Love You – 1974
- Grammy-díj: Best Female Pop Vocal Performance (az év legjobb női énekese): I Honestly Love You – 1974
- Grammy-díj: Video of the Year (az év videója): Physical (TV Show)- 1982
- Grammy-jelölés: Best Female Pop Vocal Performance: Have You Never Been Mellow – 1975
- Grammy-jelölés: Album of the Year (az év albuma): Grease – 1978
- Grammy-jelölés: Best Female Pop Vocal Performance: Hopelessly Devoted to You – 1978
- Grammy-jelölés: Best Female Pop Vocal Performance: Magic – 1980
- Grammy-jelölés: Best Female Pop Vocal Performance: Physical – 1981
- Grammy-jelölés: Best Female Pop Vocal Performance: Heart Attack – 1982
- Grammy-jelölés: Best Long Form Music Video (legjobb hosszú videó): Olivia in Concert – 1982
- Grammy-jelölés: Best Short Form Music Video (legjobb rövid videó): Twist of Fate – 1984
- American Music Awards: Favorite Album – Country (legjobb country album): Let Me Be There – 1974
- American Music Awards: Favorite Female Artist – Country (legjobb country énekesnő)- 1974
- American Music Awards: Favorite Single – Pop/Rock (legjobb pop/rock dal): I Honestly Love You – 1974
- American Music Awards: Favorite Female Artist – Pop/Rock (legjobb pop/rock énekesnő)-1974
- American Music Awards: Favorite Album – Pop/Rock (legjobb pop/rock album): Have You Never Been Mellow – 1975
- American Music Awards: Favorite Female Artist (legjobb női country előadó) – 1975
- American Music Awards: Favorite Female Artist (legjobb női pop/rock előadó) – 1975
- American Music Awards: Favorite Female Artist (legjobb női pop/rock előadó) – 1976
- American Music Awards: Favorite Album – Pop/Rock (legjobb pop/rock album): Grease – 1978
- American Music Awards: Favorite Female Artist – Pop/Rock (legjobb pop/rock éneklesnő) – 1982
- American Music Awards jelölések: Favorite Album – Country (legjobb country album): Have You Never Been Mellow – 1975
- American Music Awards jelölések: Favorite Female Artist – Pop/Rock (legjobb pop/rock énekesnő) – 1979
- American Music Awards jelölések: Favorite Female Artist – Pop/Rock (legjobb pop/rock énekesnő)- 1980
- Primetime Emmy jelölés: A Special Olivia Newton-John (TV Show) – 1977
- Primetime Emmy jelölés: Olivia (TV Show) – 1978
- Primetime Emmy jelölés: Hollywood Nights (TV Show) – 1980
- Primetime Emmy díj: Hollywood Nights (TV Show) – 1980
- Primetime Emmy jelölés: Physical (TV Show) (TV Show) – 1982
- Juno Award – Canada: Best Selling Single – 1978 (You're The One That I Want)
- Golden Globe-díj jelölés: Best Motion Picture Actress – Musical/Comedy (legjobb musical/vígjátéki színésznő) – 1979
- Razzie Award (Arany Málna díj): Xanadu, legrosszabb színésznő (jelölés) – 1980
- Razzie Award (arany málna): Two of a Kind, legrosszabb színésznő (jelölés) – 1983
- CableACE Awards: Olivia in Concert videó(jelölés) – 1982
- Billboard Awards: Top Pop Singles Artist (Female) – 1974
- Billboard Awards: Top Pop Albums Artist (Female) – 1975
- Billboard Awards: Top Adult Contemporary Artist – 1976
- Billboard Awards: Top Soundtrack: "Grease" – 1979
- Billboard Awards: Top Pop Single: "Physical" Record of the year – 1982
- Billboard Awards: Top Pop Singles Artist – 1982
- Billboard Awards: Top Pop Singles Artist (Female) – 1982
- Billboard Awards: Top Pop Catalog Album: "Grease" – 1997
- Billboard Awards: Top Pop Catalog Album: "Grease: – 1998
- Billboard Awards: All time top 100 artist, No.18 (csak a női top 100-ban 5. helyezett)
- Billboard Awards: All time top hot 100 song, Physical No.6
- Billboard Awards: All time country top 100, Let Me Be There No.50
- Billboard Awards: All time country top 100, Have You Never Beel Mellow No.40
- Billboard Awards: All time sexiest song: Physical No.1. – 2010
- Clio Award: 1979
- Scotty Award: Master Music Maker – 1982
- Scotty Award: Physical – 1982
- Golden Hammer Award – Germany: Top Female Actress (legjobb női előadó) – 1978
- Golden Hammer Award – Germany: Top Female Actress (legjobb női előadó)1980
- Muslek Parade Magazine – Holland: Most Outstanding Musical Achievement – 1978
- National Jukebox Award: Top Female Artist – 1980
- Officer of the Order of the British Empire (OBE) (A Brit Birodalom Rendjének tiszti fokozata), – 1979
- Hollywood Walk of Fame csillag – 1980 (a Hollywood Boulevard 6925. házszám előtt)
- Goodwill Ambassador to the United Nations Environment Program (az egyesült nemzetek környezeti programjának jószolgálati nagykövete) – 1990
- Celebrity Businesswoman of the Year jelölés – 1990
- Cadillac Concept to the world Humanitarian Award – 1998
- Red Cross – Humanitarian Award (Vöröskereszt emberbaráti díj) – 1999
- Women's Guild of Cedar-Sinai Hospital – Woman of the 21st Century Award (a 21. sz. nője díj) – 1999
- Environmental Media Association – "Ermenegildo Zegna International Environmental Award" – 2000
- Rainforest Alliance – Green Globe Arts and Nature Award – 2000
- Australia Day at Penfolds Black Tie Gala – Lifetime Achievement Award (életműdíj) – 2006
- Decatur Memorial Hospital (Illinois) – Humanitarian Award (emberbaráti díj) – 2006
- Officer in the Order of Australia (OA) (Ausztrália Rendjének tiszti fokozata) – 2006
- American-Australian Association Black Tie Gala – Lifetime Achievement Award (életműdíj) – 2007
- Project Angel Food – Marianne Williamson Founder's Award (élelemsegély alapítvány, az alapító díja) – 2008
- Kimmel Center (Philadelphia, PA) – Valor Award – 2007
- Daytime Emmy Award – Outstanding Original Song – "Love Is A Gift" – 1999
- ARIA Awards – Highest Selling Album (legnagyobb számban eladott ausztrál album): Highlights From The Main Event – 1999
- ARIA Awards – Hall of Fame (ausztrál zenészek dicsőségcsarnoka) – 2002
- ARIA Awards jelölés – Best Adult Contemporary Album: Highlights From The Main Event – 1999
- Phonograpic Performance England, az utóbbi 75 év legtöbbször játszott zeneszámai: You're The One That I Want, 40. helyezés – 2009
- Phonograpic Performance England, az utóbbi 75 év legtöbbször játszott zeneszámai: Summer Nights, 70. helyezés – 2009
- UK Top 10, 1978: You're The One That I Want, 2. helyezett, Summer Nights, 3. helyezett
- UK Top 10, 1970-1979: You're The One That I Want, 3. helyezett, Summer Nights, 5. helyezett
- UK Number One, 1978: a You're The One That I Want, június 17. és augusztus 12. között 9 hétig, a Summer Nights szeptember 30. és november 11. között 7 hétig, a Grease album október 7. és december 31. között első helyezett
- A Grease volt 1978 legnagyobb bevételt hozó filmsikere.
- Olivia Newton-John eladott albumainak száma kb. 100 millió, ezzel összesítve az 53., a női előadók között a 9. helyen áll.
- 2010 májusáig 37 Olivia dal szerepelt a Billboard Hot 100 listán.
- Radio Regenbogen Charity & Entertainment Award 2009 (Karlsruhe, Németország) – 2010
- Offical Chart Company (U.K.): a You're The One That I Want minden idők legnagyobb példányszámban eladott duettje, a Summer Nights második helyezett. – 2011. január 2.
- Traveller's Choice 2011: a Gaia Retreat & Spa a legjobb wellness-szálloda a déltengeri régióban (Top 10 Relaxation/Spa Hotels in South Pacific) – 2011. január 22.
- Out Magazine: a Physical minden idők legjobb dala a magazin profiljának kategóriájában. – 2011. február 17.
- Country Music Television 40 Greatest Love Songs (minden idők legszebb szerelmes dalainak listája): I Honestly Love You, 24. helyezés – 2011. február 17.
- Time magazin, minden idők legjobb 25 filmzenéje: a Grease a 14. helyezett.
- WCBS FM rádió New York, Olivia a hetvenes évek legnépszerűbb, a nyolcvanas évek ötödik legnépszerűbb női előadója. Összesített listán (férfi és női előadók, együttesek) a '70-es évek 11., a '80-as évek 25. helyezését érte el – 2011. április
- Official Charts Company (U.K.), a You're One that I Want minden idők legkelendőbb filmslágere, a Summer Nights ötödik – 2011. április 25.
- Mirror Magazine, Queen of Movie Makeovers díj, Sandy Grease-bli átalakulásáért – 2011. szeptember
- Stroud Water Research Center, Stroud Award of Freshwater Excellence környezetvédelmi díj, a vizek tisztaságának megőrzésért (férjével közösen) – 2011. október 4.
- The Las Vegas Fame Awards – 2017. március